# Porto Torres
Porto Torres (Porthudòrra in turritano) è un comune italiano di 20 717 abitanti della rete metropolitana del Nord Sardegna, della città metropolitana di Sassari e del consorzio industriale provinciale.
Fondata dai Romani nel I secolo a.C sulla foce del Riu Mannu, fu la prima colonia romana dell'isola. Antica capitale del Giudicato di Torres-Logudoro con il nome di Torres, fu di grande prestigio nel contesto sardo per molti secoli in particolare per la presenza del suo porto.
Sede episcopale fino al 1441, fu sostituita dalla città di Sassari nella funzione di principale centro urbano nel Basso Medioevo. La borgata, diventata indipendente dal punto di vista amministrativo da Sassari nel 1842, ha guadagnato ufficialmente lo status di città nel 1960.
Sede di una delle più grandi zone industriali della Sardegna, dopo il crollo del settore e il processo di deindustrializzazione legato nel frattempo all'istituzione del parco nazionale dell'Asinara, si ritrova in una fase di riconversione da polo industriale a polo turistico.

## Geografia fisica

### Territorio

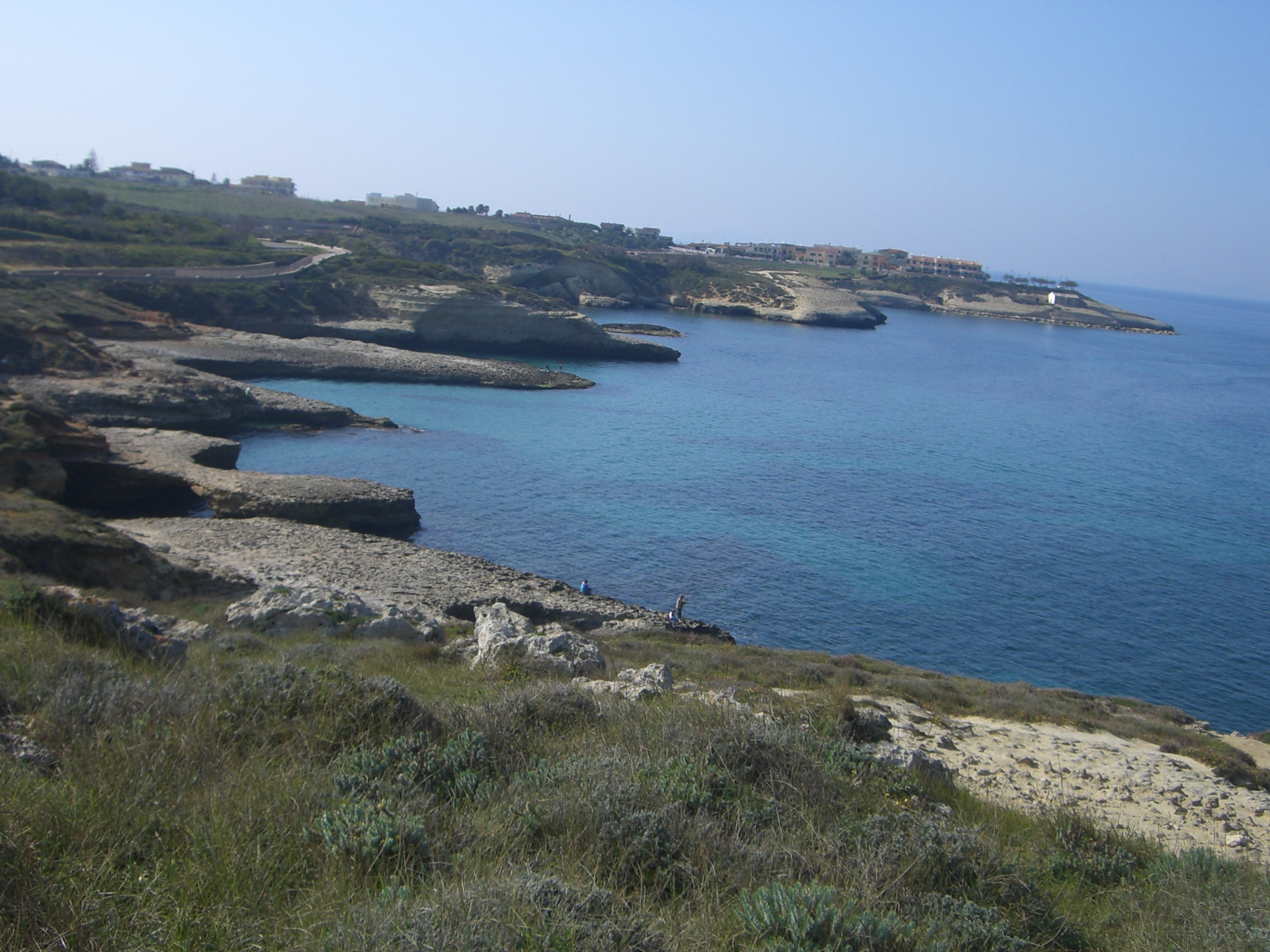
La costa turritana

Il nucleo di Porto Torres è situato sulla parte nord-occidentale delle coste sarde, all'interno del golfo dell'Asinara in una posizione strategica. Ha un territorio di 10 200 ettari, l'esatta metà dei quali sono costituiti dall'isola Piana e dall'Asinara, che è sede dell'omonimo parco nazionale; la maggior parte del territorio non isolano è caratterizzato dalla seconda pianura sarda della Nurra, fatta eccezione di alcuni colli, il più alto dei quali è monte Alvaro (342 m), che ospita una cava a cielo aperto dove si estrae il calcare.
Il territorio è attraversato da due fiumi: il Riu Mannu, che spezza l'agglomerato urbano fornendo un confine naturale fra la zona industriale e il centro abitato e sfocia nelle zone del ponte romano direttamente sulla spiaggia della Marinella, e il Fiume Santo, che delimita i confini del comune a ponente. Nel suo territorio è presente lo stagno di Gennano, situato nella zona industriale di Porto Torres, la più ampia della Sardegna con la sua superficie di 23 km². Presenta una particolare costa: a est si estende il litorale di Platamona, mentre lungo la cittadina sono presenti molte scogliere di tufo con falesie superiori ai 30 m, interrotte soltanto da spiagge come Balai, lo Scogliolungo e la Renaredda. Il territorio comunale è delimitato a nord dal golfo dell'Asinara e per i restanti punti cardinali confina esclusivamente con Sassari.

### Clima
Il clima è di tipo mediterraneo (classificazione dei climi di Köppen Csa); caldo e temperato e mitigato dalla vicinanza al mare. In inverno esiste molta piovosità rispetto all'estate che invece ha tendenza alla siccità. La temperatura media annuale di Porto Torres è 16,5 °C e il valore di piovosità media annuale è stimato attorno ai 554 mm. Nel mese di agosto, ovvero il mese più caldo dell'anno, la temperatura media è di 23,8 °C. Il mese più freddo dell'anno è solitamente gennaio con la sua media di 10,1 °C. La temperatura annuale dell'acqua è in media di 18,4 °C. Intorno al 19 di agosto l'acqua raggiunge la più alta temperatura dell'anno con circa 25 °C. Intorno al 2 di febbraio invece si manifestano le più basse temperature medie dell'acqua che si attestano circa sui 13,3 °C. Per tutto il territorio dell'isola dell'Asinara è in servizio la stazione meteorologica dell'Asinara.

## Origini del nome

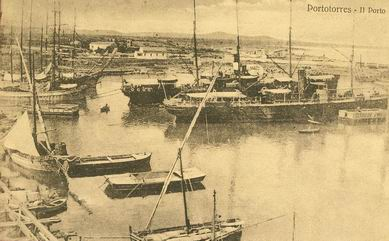
Cartolina dei primi del Novecento. Il nome viene riportato privo di spaziatura

Con la fondazione ufficiale del centro urbano nel 46 a.C. la neonata urbe venne battezzata con il nome di Colonia Iulia Turris Libisonis. Il toponimo è composto da Turris, cioè "torre" in latino, e dal nome Libisonis, di sicura connessione con la denominazione antica del Nord Africa (Libya), regione che ha avuto fin da età preistorica una rilevante continuità di rapporti con la Sardegna.
Nel periodo post-romano Porto Torres era nota semplicemente come Turris, che presto venne corrotto trasformandosi in Torres. Durante la dominazione aragonese data la sua principale funzione di approdo portuale in funzione di Sassari era semplicemente chiamata come lo Port in catalano antico. In epoca preunitaria il paese era comunemente noto con il nome di Portotorre. Questo toponimo deriverebbe dall'associazione fra il porto dell'epoca e la torre aragonese costruita nel 1325. Nel corso dell'Ottocento il nome muterà in Portotorres.
Il paese era comunemente noto come Portotorres (senza lo spazio fra le due parole) fino al 16 febbraio 1960, giorno in cui venne insignito del titolo onorifico di città. Da allora il nome ufficiale è Porto Torres.
Porto Torres è nota come  Poltu Tòrra in castellanese, Poltu Tùrri in gallurese e Portu Tùrre in sardo. Il nome riportato privo di spaziatura fra le due parole rimane vivo nella denominazione ufficiale in lingua sassarese, ovvero Posthudòrra.

## Storia

### Rinvenimenti paleontologici, preistoria ed età del bronzo/nuragica
Nei pressi di Fiume Santo sono stati rinvenuti diversi resti di animali risalenti al tardo Miocene, circa 9 milioni di anni fa. La frequentazione umana sui territori di Porto Torres è attestata già nel periodo prenuragico
nel territorio comunale sono presenti diversi nuraghi: Nuraghe Nieddu, Nuraghe Minciaredda, Nuraghe monte aiveghe, Nuraghe Sant'elena, Nuraghe Ferralis, ecc. 

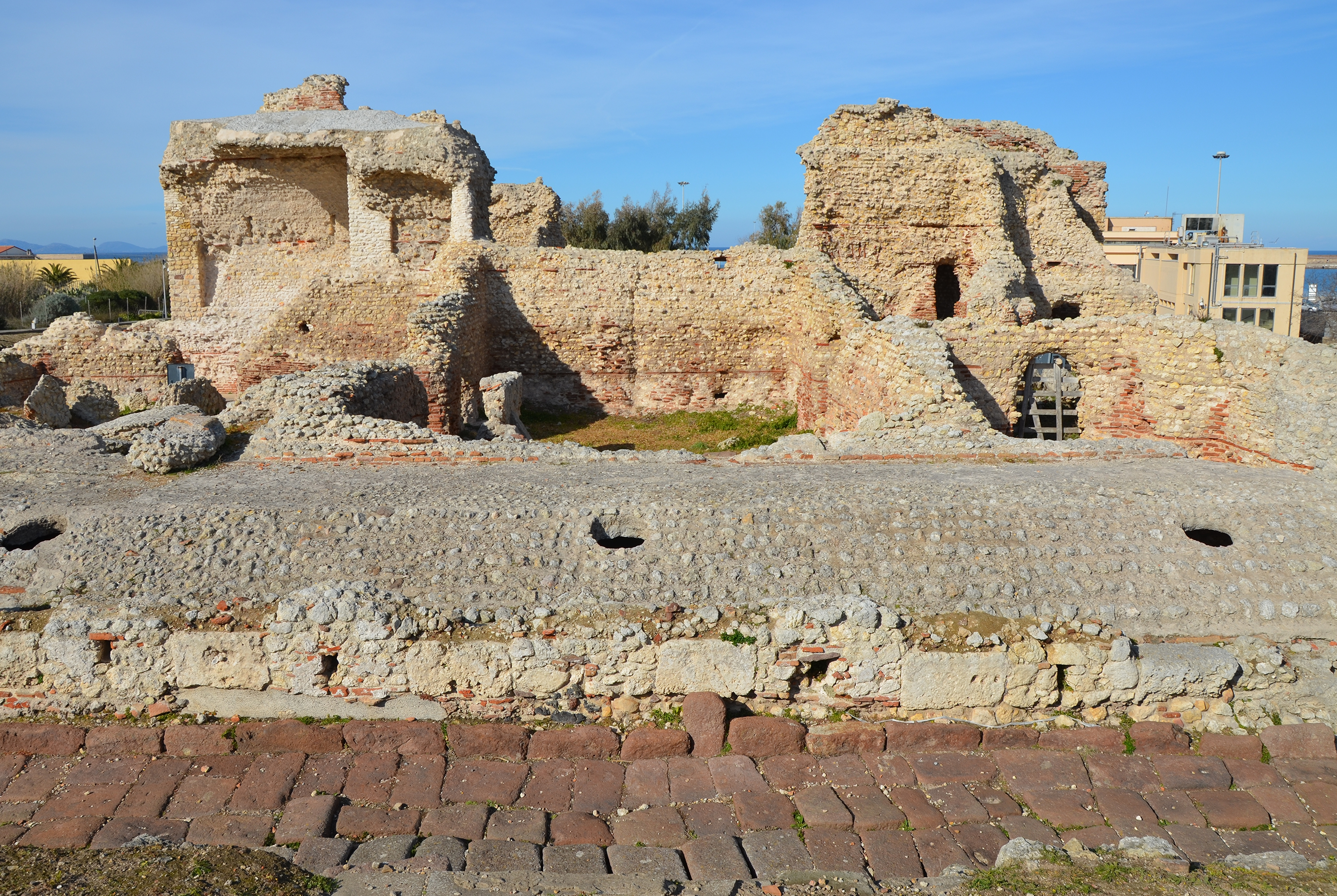
Le terme centrali di Turris Libisonis

### Periodo romano
Nel 46 a.C  venne fondata la Colonia Iulia Turris Libisonis. Importante fu il Flumen Turritanum, navigabile per alcuni chilometri. Grazie alla costruzione del ponte romano nel I secolo d.C. si poté collegare la città direttamente con i vasti campi di frumento della Nurra e con i vicini giacimenti minerari.

### Periodo medievale
Prima della caduta dell'Impero romano d'Occidente la città di Turris fu conquistata dai Vandali. La dominazione durò fino al 533. Sconfitti i Vandali vi si insediarono i Bizantini e in quel periodo Turris era residenza di possessores e decuriones (esattori di tasse). Molto probabilmente era presente anche un curator urbis, ovvero un funzionario cittadino nominato dal vescovo.
La minaccia dei Longobardi portò Turris a predisporre pesanti difese e a ospitare contingenti militari. Dopo l'interruzione dei contatti con Costantinopoli nel corso del IX e del X secolo vennero a formarsi i quattro giudicati sardi, tra cui il Giudicato di Torres-Logudoro, con capitale iniziale proprio Torres. La città era ancora il secondo centro dell'isola politicamente, religiosamente e per dimensioni demografiche. Intorno al 1065 su iniziativa del Giudice Comita fu edificata la Basilica di San Gavino, cattedrale fino al 1441. In questo periodo la città di Torres iniziò il suo declino a causa della malaria e delle costanti incursioni piratesche che iniziarono ad affliggere le città costiere portando la popolazione a ritirarsi nell'entroterra rifugiandosi in luoghi come il vicino villaggio di Sassari, che proprio in questo periodo iniziò la sua ascesa nel diventare il maggiore centro del Nord-ovest. Nelle fasi finali del giudicato fu proprio Sassari a divenire la capitale (prima ancora vi fu Ardara, scelta sempre per gli stessi motivi). Il Giudicato di Torres cessò di esistere nel 1259. Dopo la dissoluzione la città venne assorbita dal libero comune di Sassari, che ebbe vita breve poiché con l'arrivo della flotta di Alfonso IV d'Aragona  divenne uno Stato vassallo del nascente Regno di Sardegna e Corsica. Tale subordinazione divenne ufficiale il 4 luglio 1323, dando il via alla lunga dominazione aragonese che plasmò la città.

### Il Regno di Sardegna e il periodo spagnolo/sabaudo

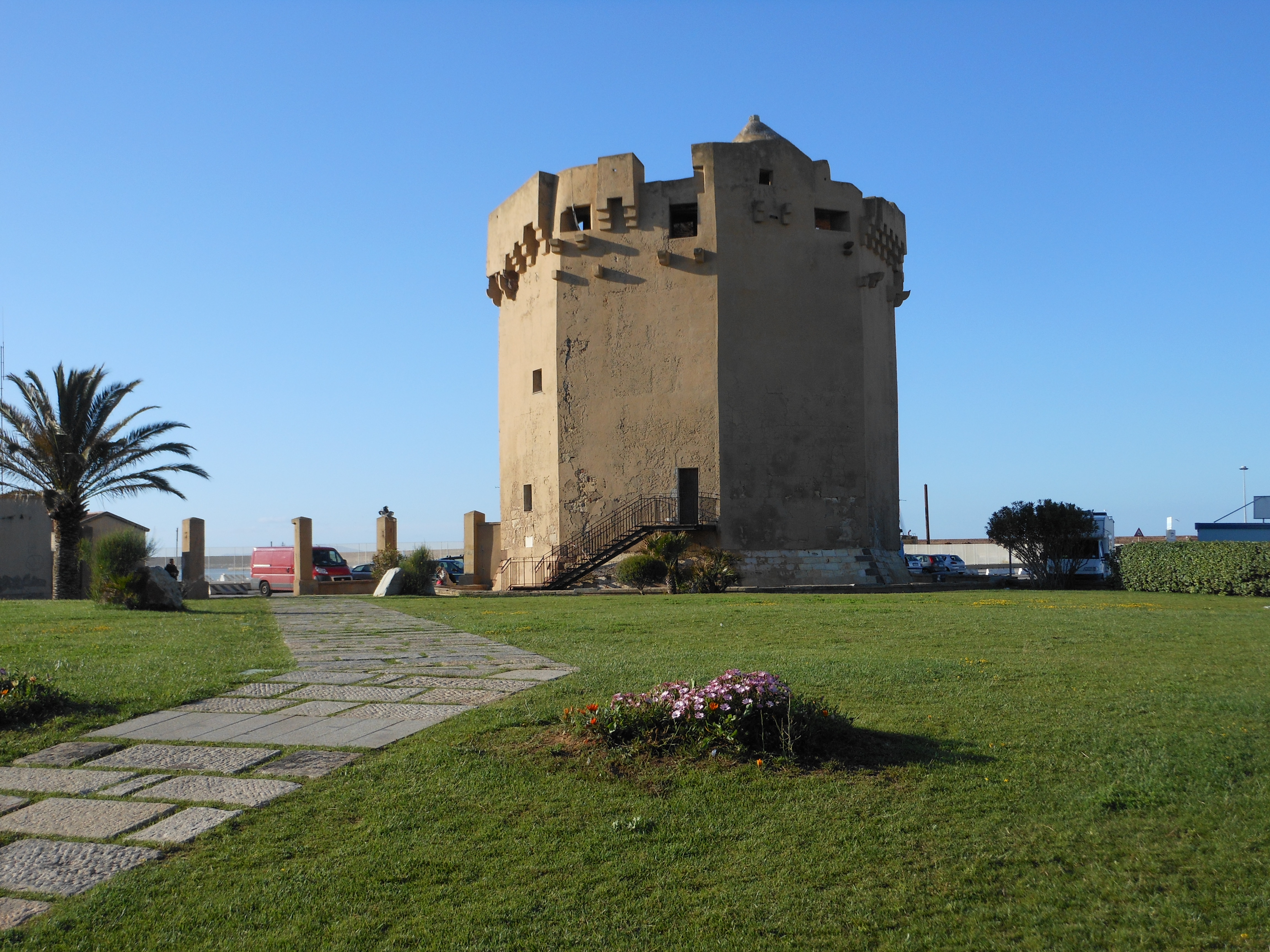
La torre del porto

Già nel periodo giudicale Torres cadde in un profondo oblio: da capitale del regno e sede arcivescovile divenne pressoché disabitata. Nel 1538 il corsaro Barbarossa saccheggiò e depredò la Basilica di San Gavino. Nel 1571 re Filippo I ordinò di costruire sui litorali della Sardegna delle torri di guardia contro l'invasione degli ottomani, le quali arrivarono complessivamente a un numero di centocinque strutture (nell'attuale territorio di Porto Torres furono costruite la torre di Abbacurrente, la torre di Trabuccato, la torre della Finanza, la torre di Cala d'Arena e la torre di Cala d'Oliva). Dal 1598 al trono di Spagna e re di Sardegna salì Filippo II. Nel 1621 a Filippo II succedette il figlio Filippo III di Spagna, che regnò sino al 1665. Alla sua morte gli succedette Carlo II di Spagna. Nel frattempo in città le stesse galee che nel 1623 assalirono Posada invasero nuovamente le coste sarde nel 1627 penetrando e saccheggiando per la seconda volta la Chiesa di San Gavino. Nel 1700 Carlo II morì senza lasciare eredi. Per suo volere testamentario fu nominato Re di Spagna Filippo V.  Nel frattempo Carlo d'Asburgo si stabilì a Barcellona e nel 1703 si fece nominare anch'egli re di Spagna con il nome di Carlo III. In tutto il regno ci furono due fazioni favorevoli per l'uno o per l'altro sovrano. Nel 1708 dopo una sanguinosa battaglia fu conquistata Cagliari e il vincitore Carlo III, diventato sia imperatore d'Austria sia Re catalano/aragonese, nominò viceré un suo fiduciario. L'isola di conseguenza divenne austriaca ufficialmente nel 1713, rimanendo tale sino a quando con un nuovo trattato la si cedette ai Savoia. Nel 1713 fu firmato un trattato dove si stabilì che Filippo V poteva continuare a essere Re di Spagna cedendo però parte dei territori del suo regno. La Sardegna fu ceduta agli Asburgo e la Sicilia e una parte del milanese ai Savoia. Filippo V di Spagna comunque non accettò il trattato e con una spedizione militare occupò la Sardegna e la Sicilia. Nel 1717 con una flotta e un esercito di uomini arrivò a Porto Torres costringendo i sassaresi alla resa, subordinandoli nuovamente al controllo spagnolo.
Nel 1718 fu firmato un nuovo armistizio stabilendo che la Sardegna anziché la Sicilia fosse data ai Savoia. L'accordo, ratificato a L'Aia nel 1720, fece abbandonare ai Savoia la Sicilia per prendere possesso della Sardegna costituendo il nuovo Regno di Sardegna. Nel 1756 Carlo Emanuele III approvò il restauro del porto. Nel 1765 l'opera di restauro venne bloccata per mancanza di fondi. Nel 1766 si procedette comunque al recupero della torre del porto. Il porto nel frattempo, mai restaurato completamente, andava rovinandosi fino a diventare parzialmente inagibile. Nel 1791 si fece ricorso a Vittorio Amedeo III per l'anticipazione dei fondi da elargire per intraprendere le operazioni di riqualificazione.
Nel 1821 aveva 600 abitanti e, nei documenti dell'epoca, è già chiamata comunemente Porto Torres e, solo raramente, Portotorre. A partire dal 1825, ai sensi del Regio editto del 24 giugno 1823, fu nominato come maestro della scuola Normale il reverendo Gommas Giovanni Antonio. Il movimento del porto e la costruzione della Carlo Felice, completata nel 1828, determinarono la rinascita del paese. All'epoca i centri abitati erano due: il più grande era abbarbicato sul colle Angellu, tutt'intorno alla Basilica di San Gavino, l'altro invece era la borgata portuale. Quest'ultima aveva avuto la costruzione, nel 1826, della Chiesa della Beata Vergine della Consolata. Con l'espansione urbanistica in poco tempo le due borgate si unirono. Il re Carlo Felice dopo la sua seconda visita venne persuaso a concedere maggiore autonomia amministrativa e nel 1842, nonostante l'opposizione del Consiglio civico di Sassari, nacque il comune di Porto Torres. Nel 1872 si completò la tratta ferroviaria di Sassari-Porto Torres. In particolare sotto il regime piemontese le rotte tra i maggiori porti toscani e liguri furono concentrate su Porto Torres, facendo rifiorire i traffici marittimi nel Nord Sardegna. Inoltre, durante questo periodo fu iniziata la costruzione del porto moderno. Nel 1820 vennero istituiti a Porto Torres gli uffici doganali Nel 1833 giunsero i primi fondi per l'avvio di opere di manutenzione e miglioramento portuale. Le opere consistettero solo in un prolungamento dei moli, tanto da far sì che alla data della proclamazione del regno il porto non aveva subito rilevanti modifiche strutturali.

### Dal Novecento ad oggi

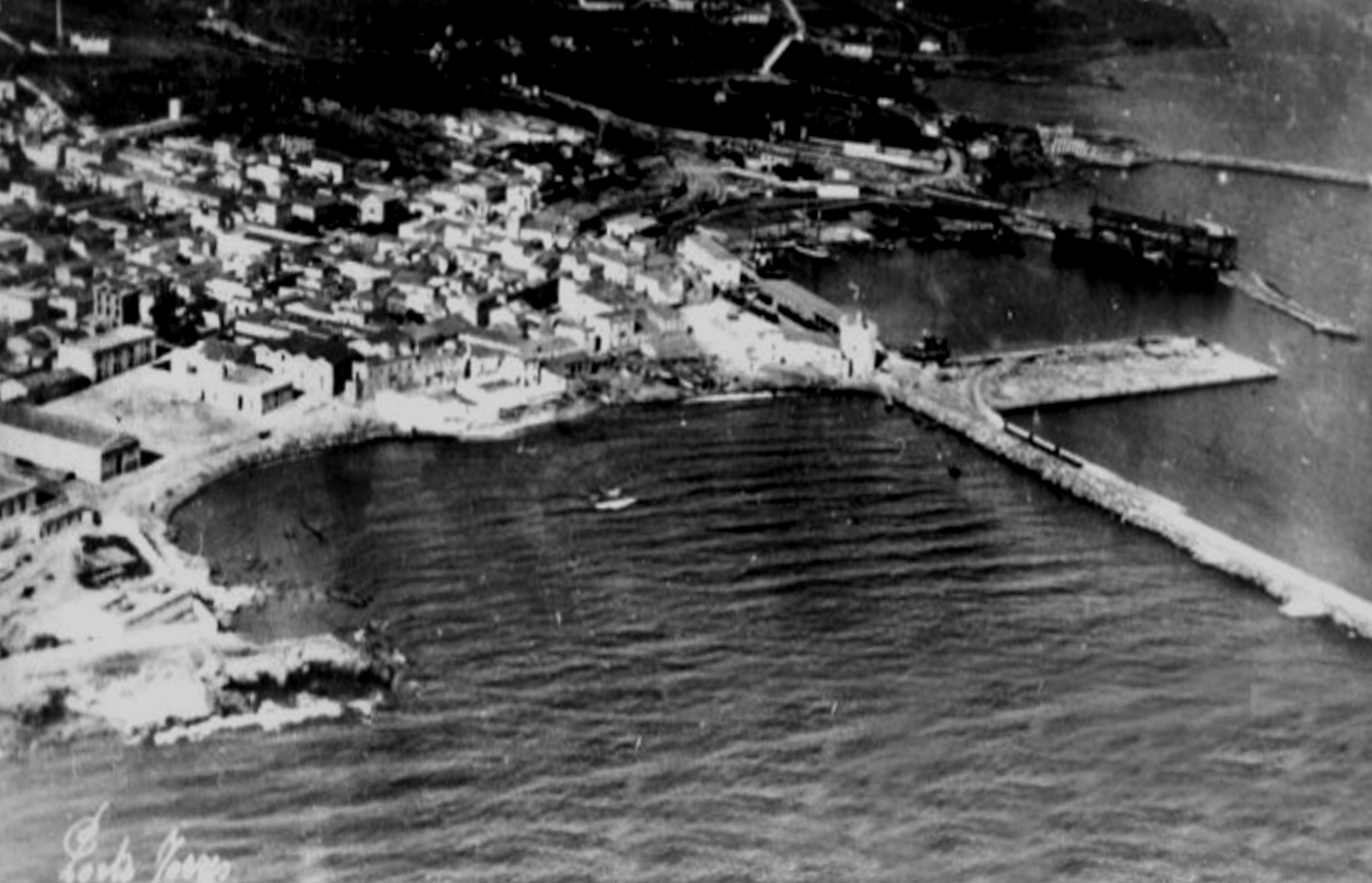
Porto Torres negli anni trenta

#### Le due guerre mondiali
Nella prima metà del XX secolo l'economia turritana era la somma di pesca e agricoltura, alle quali stava per aggiungersi come in epoca romana anche l'esportazione di minerali.
Nel 1915 il centro urbano subì una forte crisi a causa del conflitto in corso. La colonia penale istituita all'Asinara dal 1885 venne usata come prigione militare. Furono imbarcati per l'Asinara 23 861 prigionieri di guerra e tra il 1915 e il 1916 se ne riuscirono a far arrivare vivi sull'isola 23 339. Circa 8 000 prigionieri morirono per le malattie infettive e solo 16 000 poterono lasciare l'isola nel 1916. Nel 1919 l'Asinara cessò di essere una prigione militare. L'esportazione del ferro della Nurra iniziata nel 1916 e che si era interrotta per il pericolo dei sottomarini riprese rapidamente nello stesso anno. Per quanto riguarda la pesca a Porto di Torres si registrò il minimo nel periodo precedente alla prima guerra mondiale. La pesca nel 1925 registrò il suo massimo splendore e si mantenne stazionaria negli anni seguenti. Si verificò nel 1928 il miglioramento dei trasporti marittimi grazie ai migliorati rapporti con i vari porti del Regno. Nel frattempo Bagnoli, Piombino e Trieste avevano assorbito la quasi totalità dell'esportazione del minerale di ferro della Nurra. Nel 1929 il movimento fascista per sopprimere il fenomeno del caporalato fondò la Compagnia portuale Armando Casalini.
Nel 1937 dopo la guerra d'Etiopia furono deportati all'Asinara diverse centinaia di soldati etiopi. Tra essi vi furono molti membri della nobiltà etiope, inclusa la principessa Romanework Haile Selassie. Con lo scoppio della seconda guerra mondiale si trovò ad avere nel porto di Porto Torres un obiettivo di grande interesse militare. Il 10 maggio 1942 Benito Mussolini visitò Porto Torres accompagnato da Aldo Vidussoni.
Il 18 aprile 1943 venne bombardata dagli Alleati. Nel bombardamento gran parte delle bombe cadde in mare ma diversi ordigni caddero nel centro urbano. Nell'attacco cinque civili rimasero uccisi fra cui due bambine di 11 e 12 anni. Il 25 maggio 1943 alle 9:30 circa l'ex baleniera riconvertita a peschereccio Onda durante la sua battuta di pesca impiglia la sua rete su un sommergibile Alleato. Poco dopo, il 31 maggio, l'Onda esce nuovamente dal porto per recuperare le sue reti, ma venne bombardata. Dell'equipaggio rimarranno vivi solo due membri.

#### Il dopoguerra e la svolta industriale

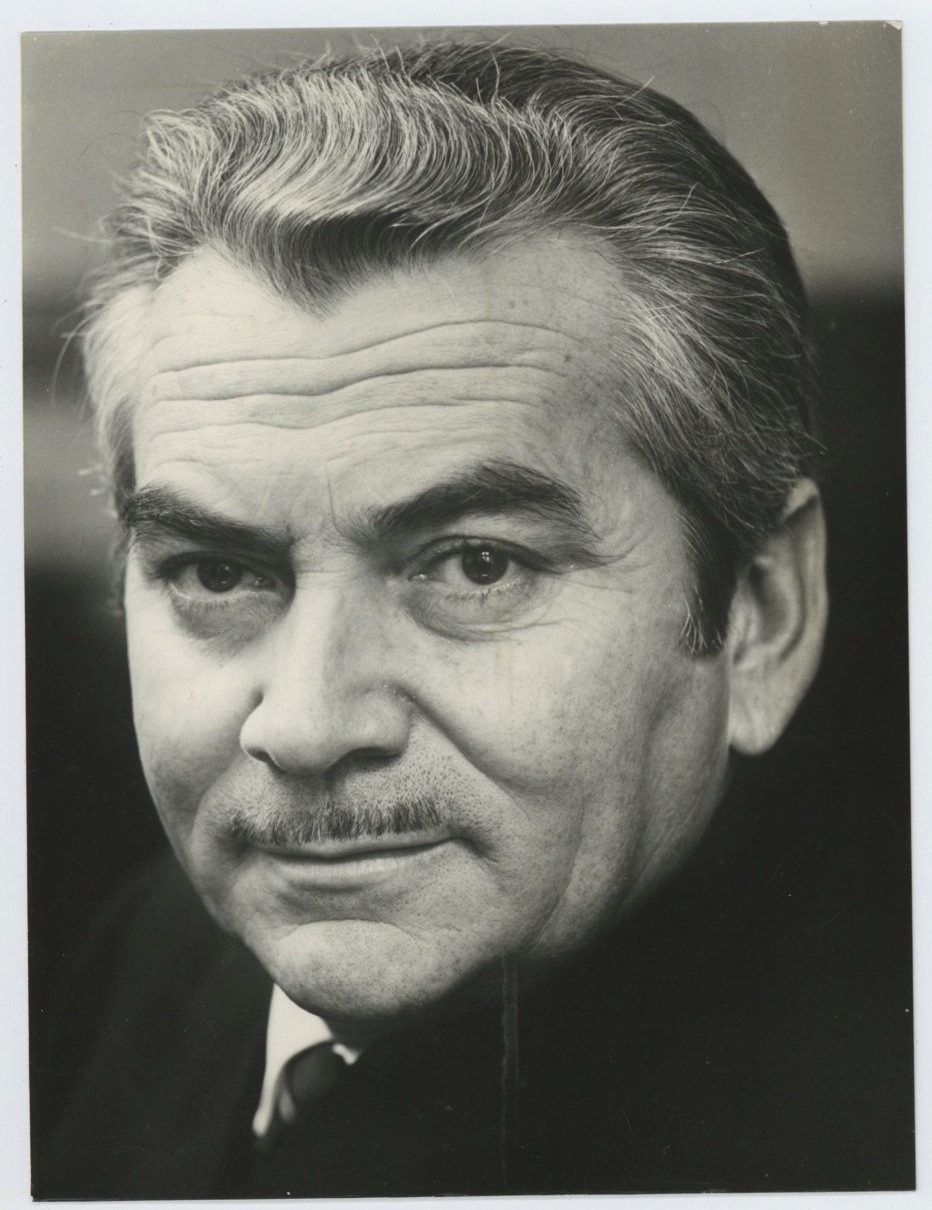
Angelo "Nino" Rovelli nel 1968

Al referendum del 2 giugno 1946 la popolazione votò la monarchia al 51,40% e la repubblica al 48,60%. Nel 1956 mentre la cittadina attraversava una crisi economica dovuta alla crescente disoccupazione venne istituito un consorzio provinciale incaricato di realizzare una zona industriale nell'agro di Porto Torres nei pressi della Marinella. Fu in questo contesto che l'ingegnere Angelo Rovelli, attirato dal potenziale inespresso dell'area e dalla prospettiva di facili finanziamenti, gettò le basi per l'avviamento del futuro polo petrolchimico di Porto Torres, che nascerà ufficialmente nel 1962. Nel febbraio 1960 Porto Torres ottiene il titolo onorifico di città. Nel 1962 infine fu centro di un'iniziativa di industrializzazione divenendo sede della SIR - Società Italiana Resine che vi si stabilì con impianti petrolchimici.
Questo boom industriale segnò profondamente la cittadina: tra il 1961 e il 1971 la popolazione aumentò di 4 000 abitanti e il tasso di crescita fu così prosperoso da far ipotizzare l'arrivo ai 30 000 abitanti entro il 1990. Gli ingenti finanziamenti per la SIR non si arrestarono mai in tutta la prima metà degli anni settanta.
Tale crescita terminò nel 1981 quando la SIR fallì sotto un debito di tremila miliardi di lire e l'azienda venne rilevata dall'Eni, che continuò l'attività del petrolchimico. Durante il 1998 nel frattempo si procedette all'eliminazione del carcere di massima sicurezza dell'Asinara e alla fondazione del Parco Nazionale dell'Asinara. Negli anni novanta e all'inizio degli anni 2000 ci fu uno sviluppo economico per il porto e conseguentemente per tutta la cittadina. La crisi globale del 2007 distrusse definitivamente l'economia del polo industriale.  Nel 2010 l'impianto petrolchimico chiuse lasciando in cassa integrazione centinaia di lavoratori. Matrìca, una divisione aziendale dell'Eni e della Novamont, si impegnò a costruire nella zona dell'ex petrolchimico una fabbrica sulla chimica verde con lo scopo di assorbire la maggior parte dei lavoratori dell'ex petrolchimico. Porto Torres da polo industriale qual era si trova nella difficile situazione di riconvertirsi a località turistica. La zona industriale della Marinella si trova in fase di bonifica e riconversione, così come tutti gli edifici industriali presenti nel centro cittadino sono stati rimossi o riconvertiti ad altro uso. Il porto civile è stato ampliato e predisposto per il transito turistico.

### Simboli
Riguardante il proprio stemma lo statuto comunale afferma:
Il colore ufficiale di Porto Torres è dunque l'azzurro. Lo stemma del comune presenta caratteristiche standard tipiche di altri stemmi adottati da altri comuni italiani: esso infatti è composto da uno scudo sannitico di colore azzurro Savoia (colore come già accennato tradizionale del comune, nonché colore ufficiale dell'Italia dal 1861), una torre merlata aperta e finestrata di azzurro, la corona muraria (atta a simboleggiare il proprio status di Città) e due rami (uno di alloro e uno di quercia) legati fra di loro dal nastro tricolore. Nella versione ottocentesca dello stemma era rappresentato nella parte bassa dello scudo anche il mare (come rappresentazione della propria portualità), i colori riportati sullo scudo erano contemporaneamente il rosso e il blu e la corona non era quella muraria ma quella del marchese del Regno d'Italia. Se la maggior parte delle caratteristiche sono state adottate molto probabilmente nel periodo di amministrazione sabauda prima e italiana poi, la torre merlata risulta essere indubbiamente un'eredità del Giudicato di Torres.

### Onorificenze
Al seguito del fiorente sviluppo industriale il comune venne onorificato del titolo di Città con il D.P.R. del 16/02/1960.

## Monumenti e luoghi d'interesse

### Architetture religiose

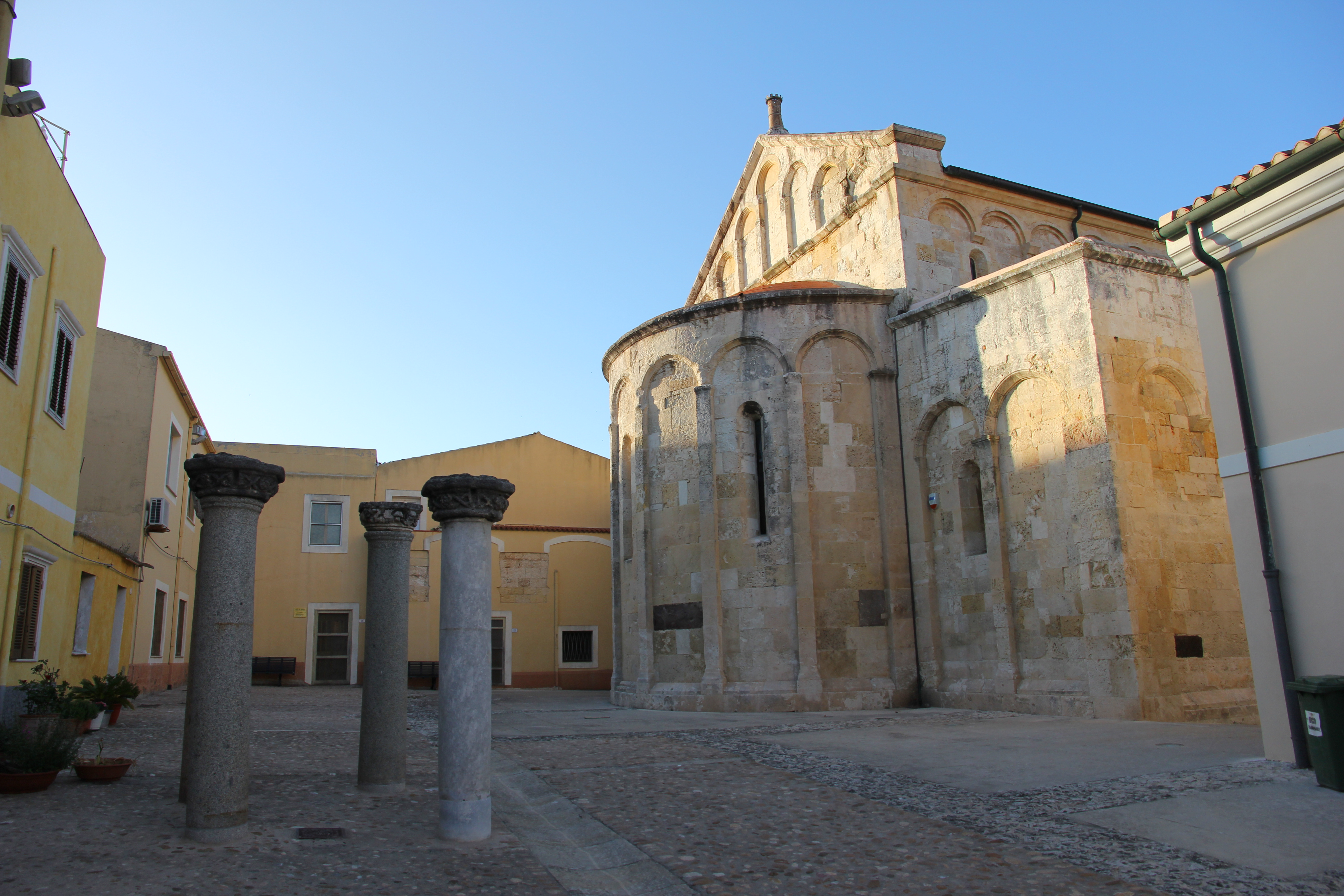
La basilica di San Gavino

- Basilica di San Gavino, San Proto e San Gianuario (1080), la basilica in stile romanico più grande della Sardegna;
- Chiesa della Beata Vergine della Consolata (1826), chiesa in stile Neoclassico progettata dall'architetto Giuseppe Cominotti;
- Chiesa di San Gavino a Mare (1850), nota anche come chiesa di Balai vicino, posa le sue fondamenta in prossimità della spiaggia di Balai;[44]
- Chiesa di Santu Bainzu Ischabizzaddu, nota anche come chiesa di Balai lontano, sorge sul costone di roccia dove si tramanda siano stati decapitati i tre martiri il 25 e 27 ottobre del 303 d.C.;
- Cappella austro-ungarica di Sant'Efisio e San Gavino (1915), costruita dai prigionieri di guerra austro-ungarici confinati all'Asinara negli anni dal 1915 al 1916[45];
- Ossario austro-ungarico (1936), ossario eretto per ospitare i resti dei 7048 militi austro-ungarici deceduti durante la detenzione nella colonia penale.[46]

### Architetture civili

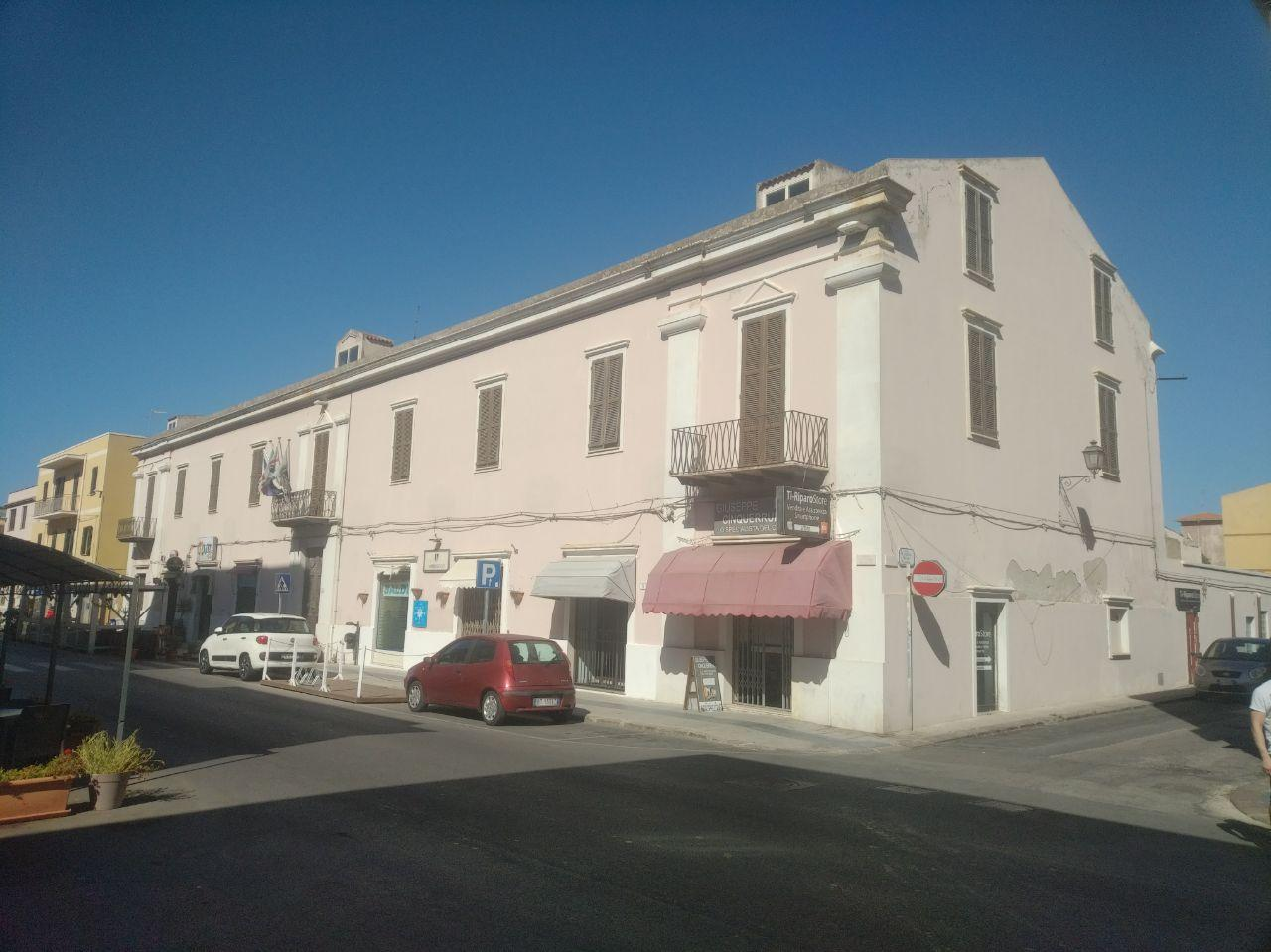
Il palazzo del marchese

- Palazzo del Marchese, palazzo neoclassico edificato su disegno di Giuseppe Cominotti;
- Museo del porto (1872), esempio di architettura industriale dell'Ottocento, è nata come piccola stazione ferroviaria;
- Scuola Elementare De Amicis (1912), il più antico edificio scolastico corrispondente a tutti i canoni architettonici delle scuole ottocentesche;[47]
- Complesso industriale della Ferromin, eretto nei primi anni del Novecento è stato per anni la spina dorsale dell'economia cittadina;[48]
- Stazione di Porto Torres Marittima (1872), edificio ottocentesco capolinea della ferrovia Ozieri-Chilivani-Porto Torres Marittima;
- Borgo di Cala d'Oliva, situato sull'isola dell'Asinara è l'insediamento storico dell'isola abbandonato dalla fine dell'Ottocento;
- Faro di Punta Scorno (1854), situato all'Asinara è uno dei più antichi fari della Sardegna;
- Stazione semaforica di Punta Scorno; stazione semaforica marittima situata nei pressi dell'omonimo faro;
- Palazzo della Direzione della Stazione Sanitaria, è stato l'edificio principale della Stazione Sanitaria, costruito subito dopo l'espropriazione dell'isola;
- Ospedale di Cala Reale (1889)[49];
- Stazione Sanitaria Marittima Quarantenaria di Cala Reale, edificio destinato ad ospitare i malati in osservazione ed i magazzini della sanità[50].

### Architetture militari

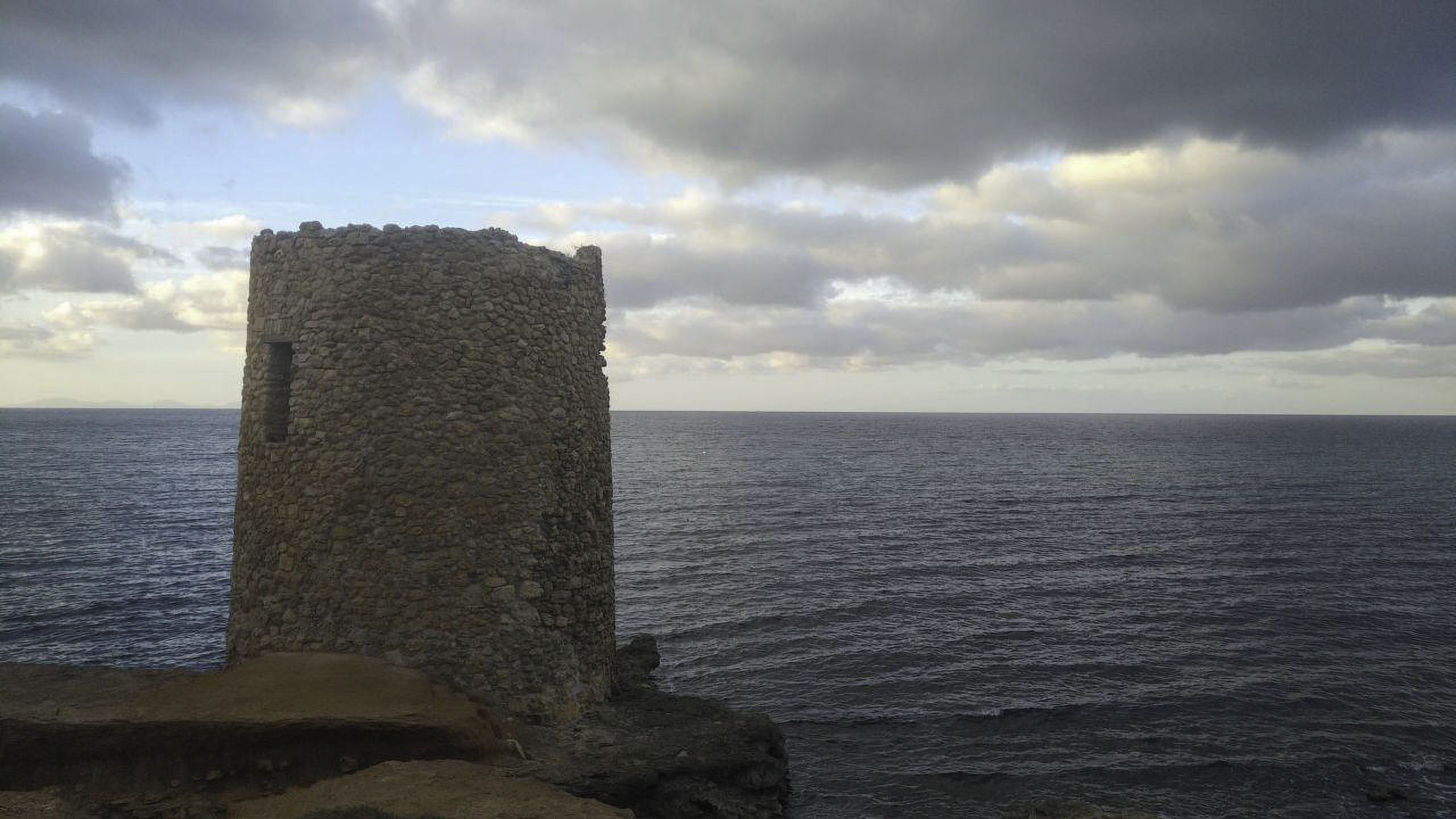
La torre di Abbacurrente

- Torre aragonese (1325), la sua costruzione è dovuta all'ammiraglio Francesco Carroz nel 1325;
- Torre della Finanza (1525), torre posta sul versante settentrionale dell'Isola Piana;
- Torre di Abbacurrente (1571); torre di avvistamento alle porte della cittadina;
- Torre di Trabuccato (1609), la torre difensiva più antica dell'isola dell'Asinara;
- Torre di Cala d'Oliva (1611), la torre costruita nell'omonima località sull'isola dell'Asinara;
- Torre di Cala d'Arena (1611), a differenza delle altre torri dell'isola che continuarono a essere utilizzate anche nei secoli successivi non molti anni dopo fu abbandonata;
- Castello dell'Asinara, è un edificio fortificato medievale nell'isola dell'Asinara;[51]
- Batteria antinave di Ponte romano SR414 (1873), linea di difesa della Regia marina su un'altura che domina il golfo a monte del Riu Mannu;[52]
- Complesso carcerario dell'Asinara (1885), ex carcere di massima sicurezza e prigione di guerra di rilevanza nazionale;[53]

### Altro
Piazze storiche

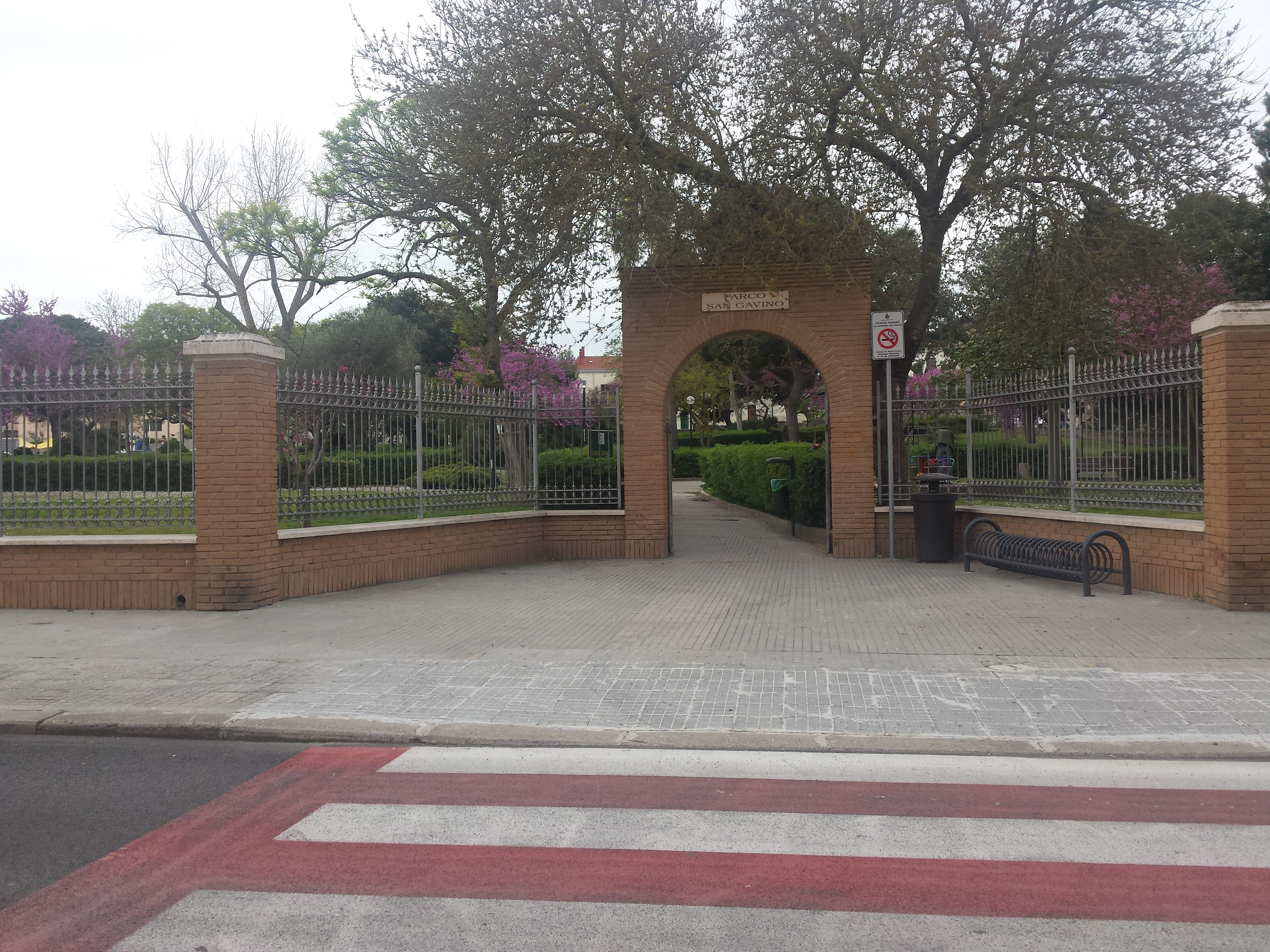
Parco San Gavino

- Piazza Umberto I, la piazza principale cittadina, sede del Municipio;
- Piazza Garibaldi, la seconda storica piazza cittadina poco distante dalla torre del porto.

### Siti archeologici

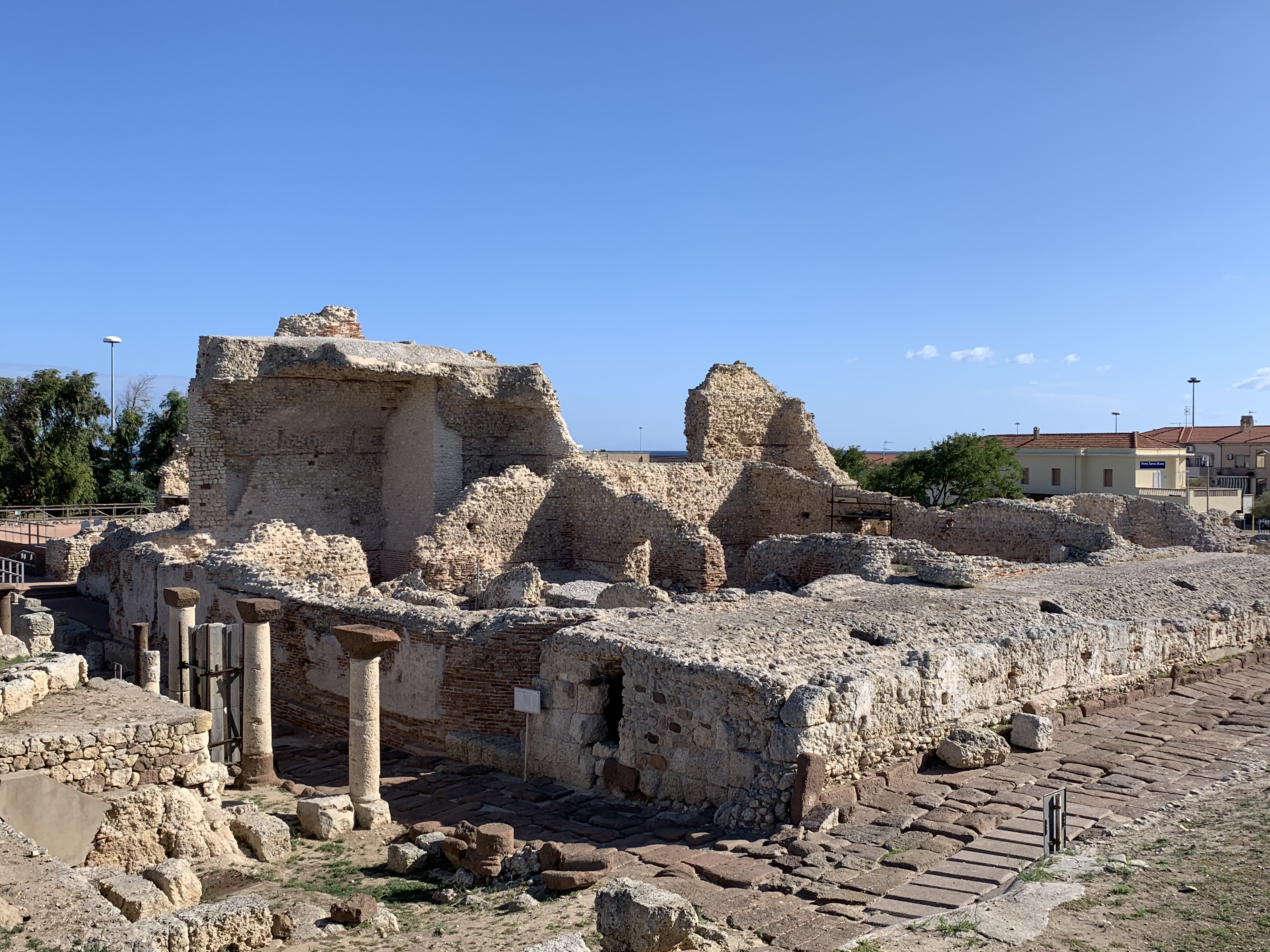
Il parco archeologico Turris Libisonis

- Necropoli di Su Crucifissu Mannu, la Necropoli di Su Crucifissu Mannu si data un ipotetico inizio di costruzione intorno al 3200-2800 a.C. e un utilizzo perpetrato fino al 1800-1500 a.C.;
- Domus de Janas di Campu Perdu, trattasi del più antico sito testimone della presenza dell'uomo all'interno dell'isola. Databile approssimativamente al IV millennio a.C.;
- Parco archeologico Turris Libisonis, situato nella zona nord-ovest della cittadina, ospita l'antica città romana di Turris Libissonis e la maggior parte dei monumenti romani di Porto Torres.[54]
- il 24 marzo 2025 è stata scoperta una necropoli sulle rive del Fiume Santo, a pochi passi dalla villa romana venuta alla luce nell’estate del 1983.[55]

### Aree naturali
Aree protette
- Santuario per i mammiferi marini;
- Parco nazionale dell'Asinara;
- Area marina protetta Isola dell'Asinara.

Parchi
- Parco san Gavino, il principale parco cittadino che sorge ricalcando i confini dell'antico quartiere di san Gavino, uno dei quartieri storici a oggi completamente demolito;
- Parco Robert Baden-Powell, il più ampio parco cittadino;
- Pineta di La Farrizza, una grande pineta artificiale situata appena fuori città.

## Società

### Evoluzione demografica
L'evoluzione demografica subisce un forte incremento grazie all'industrializzazione, stabilizzandosi poi con il crollo del settore.
Abitanti censiti

### Etnie e minoranze straniere
Al 31 dicembre 2019 a Porto Torres risultavano residenti 499 cittadini stranieri. Le nazionalità più numerose erano:
- Nigeria: 61
- Romania: 56
- Serbia: 45
- Senegal: 34
- Polonia: 32
- Ghana: 29
- Somalia: 24
- Costa d'Avorio: 22
- Cina: 20

### Lingue e dialetti
Porto Torres è il luogo di origine della lingua turritana, che condivide con i centri di Sassari, Sorso e Stintino ma con delle piccole inflessioni dialettali:
- Negli aggettivi possessivi "sòia/sòiu" e "tòia/tòiu" ("sua/suo" e "tua/tuo") non si pronuncia la i, quindi "sòa/sòu", "tòa/tòu".

Può annoverare come esponente linguistico il poeta Gian Paolo Bazzoni, figlio del poeta e scrittore Peppino Bazzoni "Marinaru".

### Tradizione e folclore

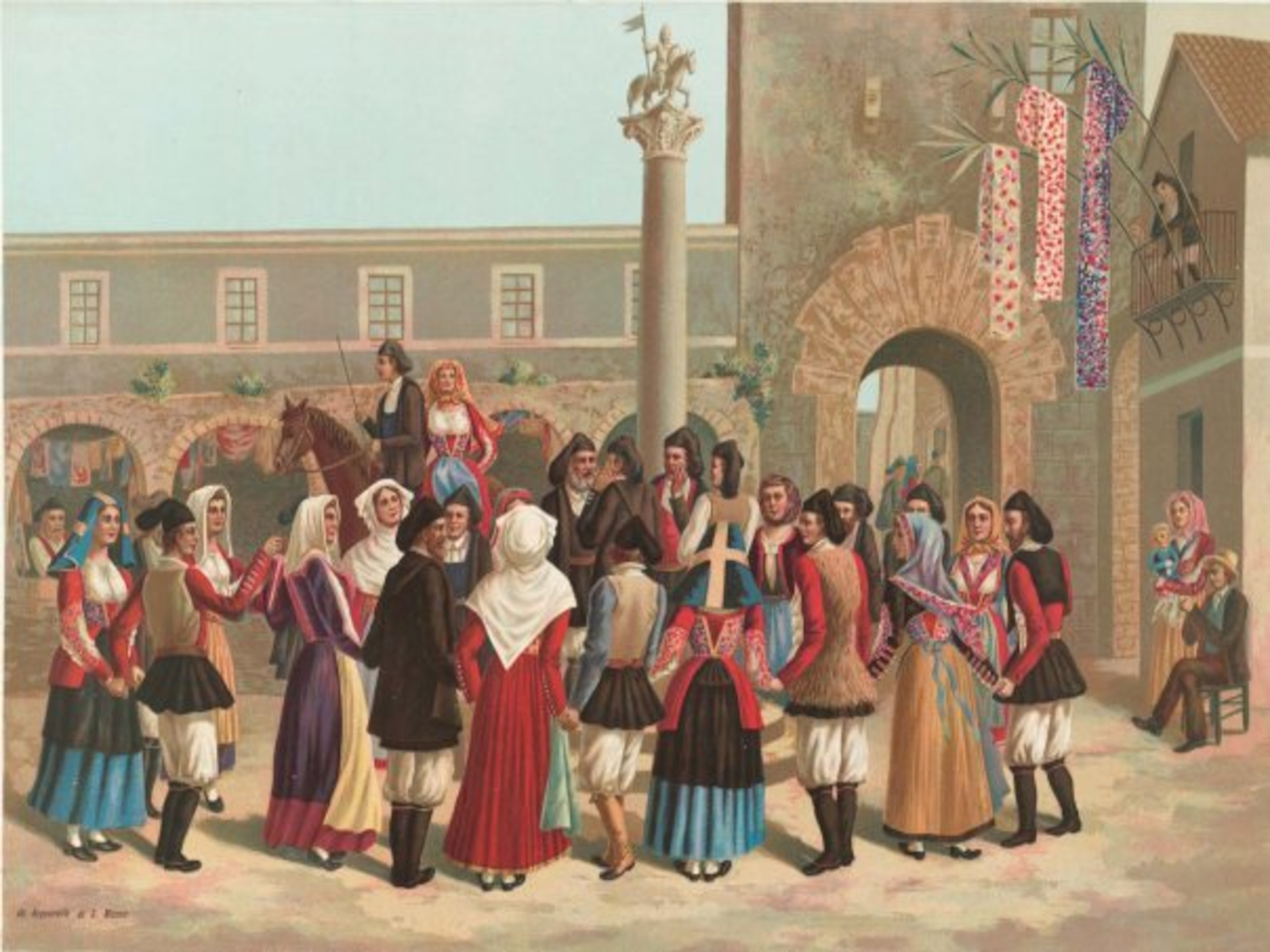
Dipinto raffigurante la Festa di san Gavino

La festa del santo patrono coincide con la domenica di Pentecoste ed è detta Festha manna: nei tre giorni della festa la strada che porta da viale Indipendenza al corso Vittorio Emanuele passando per la basilica di San Gavino è popolata da chioschi e bancarelle di ogni tipo, e nelle settimane a cavallo della festa il comune organizza diversi eventi musicali e culturali nelle zone di Balai o a ridosso del municipio. La tradizione, ormai quasi totalmente abbandonata, prevedeva che gli abitanti di Sassari, Sorso e dintorni arrivassero a piedi sino alla basilica di san Gavino per celebrare la messa della mezzanotte.

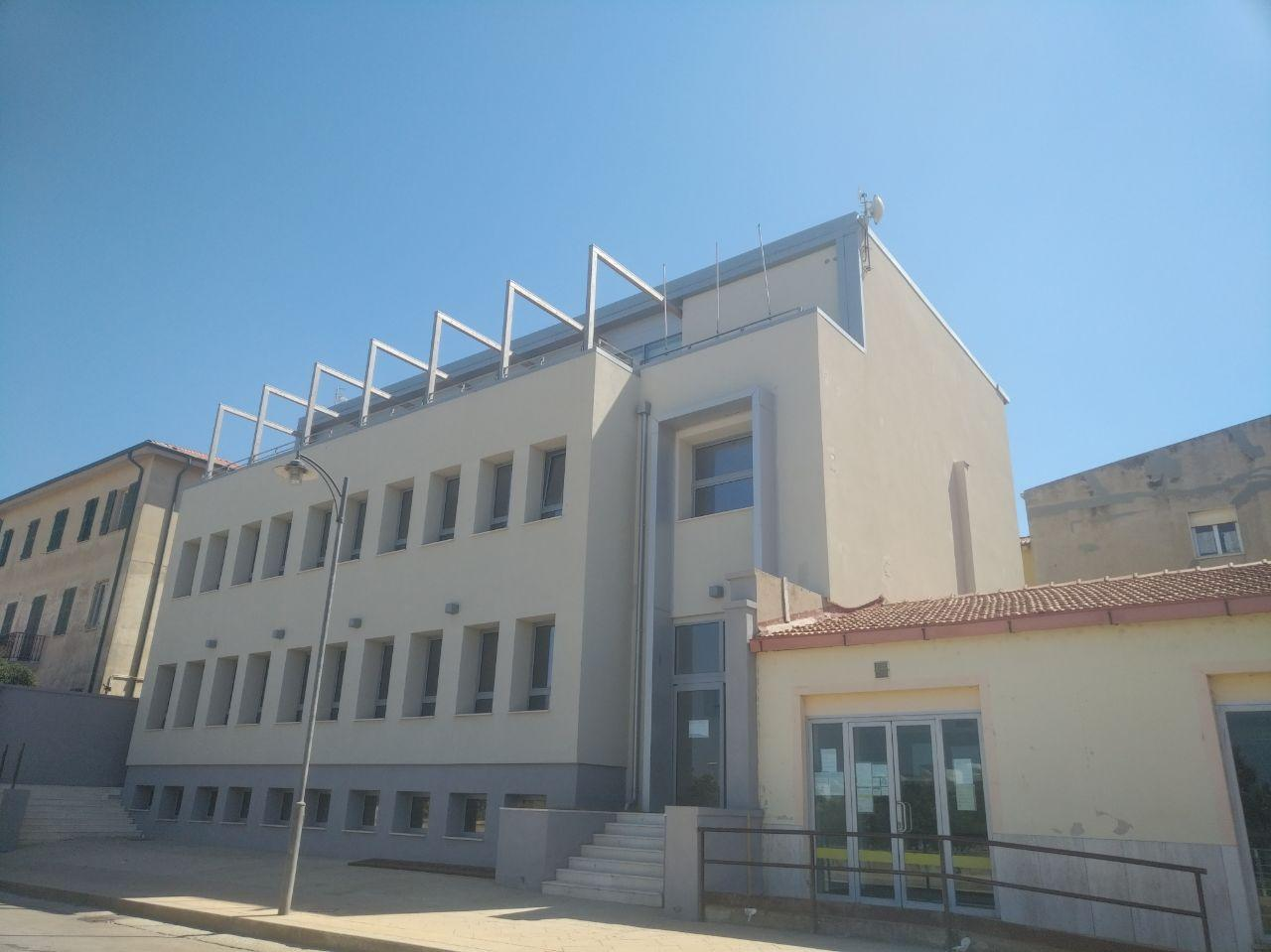
La sede del parco nazionale dell'Asianra

25 ottobre: Santu Bainzu ischaibizzaddu. Die natalis del martirio di san Gavino presso la chiesetta di Balai lontano (detta anche Santu Bainzu ischaibizzaddu) la mattina si celebra la santa messa e dopo si percorre una piccola processione dalla chiesetta di Balai lontano fino alla chiesetta di Balai vicino (detta pure Santa Maria di Balai) da qualche anno a questa processione si sono aggiunti i cavalieri a cavallo (dopo aver rispolverato una antica tradizione) che accompagna i fedeli fino a Balai vicino, dove nella baia di Balai ci sono ad attenderli i gozzi che attendono la benedizione del prete.
25 aprile: Santu Bainzeddu, patrono dei massai. Messa nella chiesetta di Balai lontano, benedizione dei campi e processione.

### Istituzioni, enti e associazioni
A Porto Torres è attiva la sede amministrativa del Parco Nazionale dell'Asinara, della Capitaneria del Porto di Porto Torres, dell'unità territoriale dell'ufficio di sanità marittima aerea dell'USMAF di Campania e Sardegna e della sede operativa della soprintendenza archeologica di Sassari e Nuoro

## Cultura

### Istruzione

#### Biblioteche
La biblioteca comunale di Porto Torres è intitolata ad Antonio Pigliaru ed è l'unica in tutta la città.

#### Ricerca
Nell'ambito della ricerca scientifica dal 2012 è presente il polo creato dal progetto Matrìca, una joint venture di Versalis e Novamont. Tale centro include un laboratorio di sintesi chimica, un laboratorio di analisi chimico-fisica e 7 impianti pilota. Nel Centro Ricerche operano tecnici impegnati nel campo di sviluppo di nuove tecnologie di produzione di materie prime da fonti rinnovabili ed un nuovo modello di economia che coinvolge industria, agricoltura, ambiente ed economia locale in un grande progetto di riqualificazione e innovazione.

#### Scuole

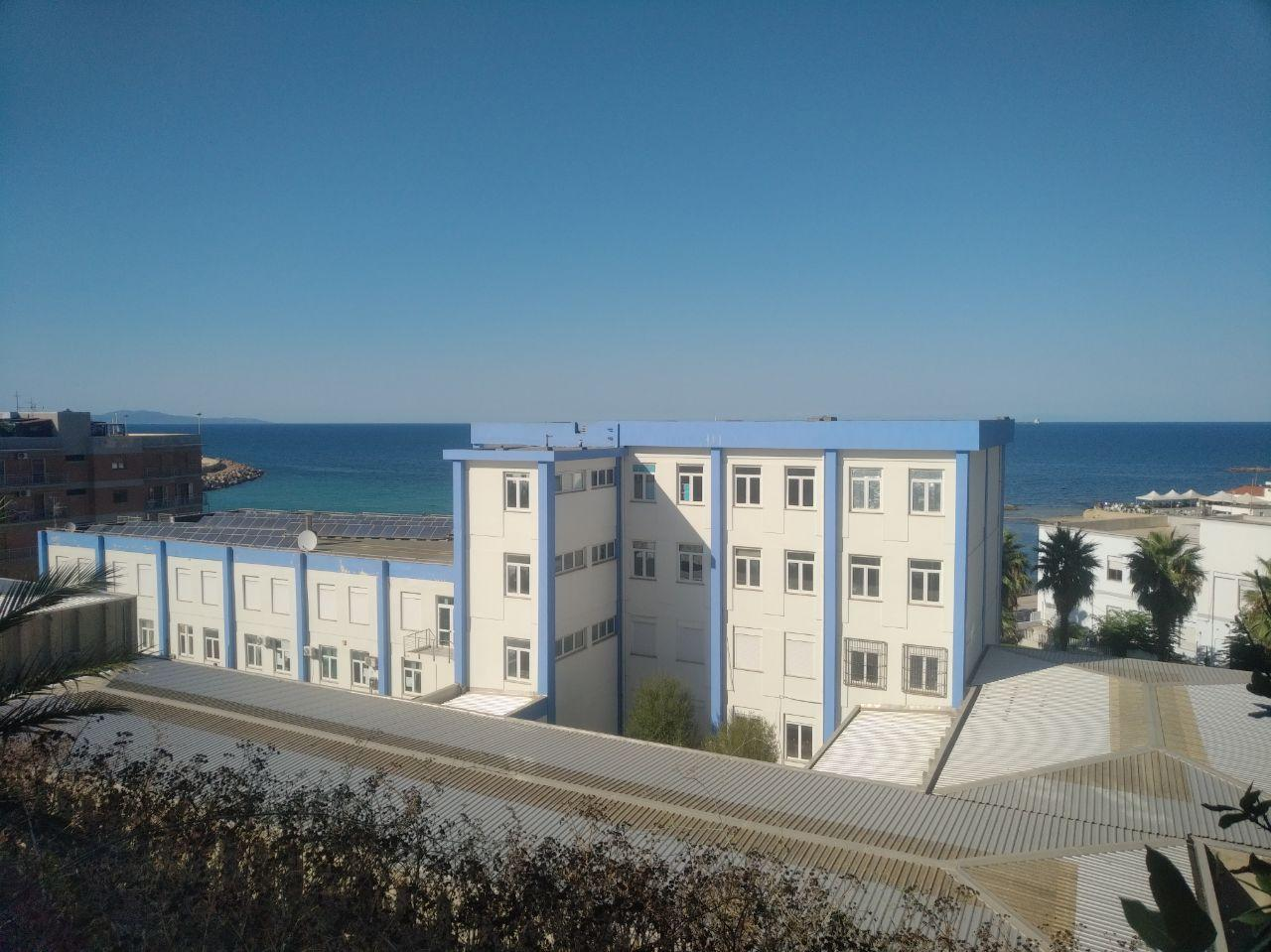
L'istituto tecnico nautico di Porto Torres dove Andrea Parodi dapprima vi studiò per poi tornarci a insegnare marinaresca

Porto Torres possiede in tutto 21 complessi scolastici suddivisi fra scuole dell'infanzia, elementari e medie, licei e istituti tecnici. Dei 21 complessi presenti 20 sono statali ed 1 paritario. Dei complessi scolastici il più conosciuto è l'Istituto tecnico nautico.
È inoltre sede di una scuola civica musicale che offre una didattica in molti ambiti della musica strumentale e vocale.

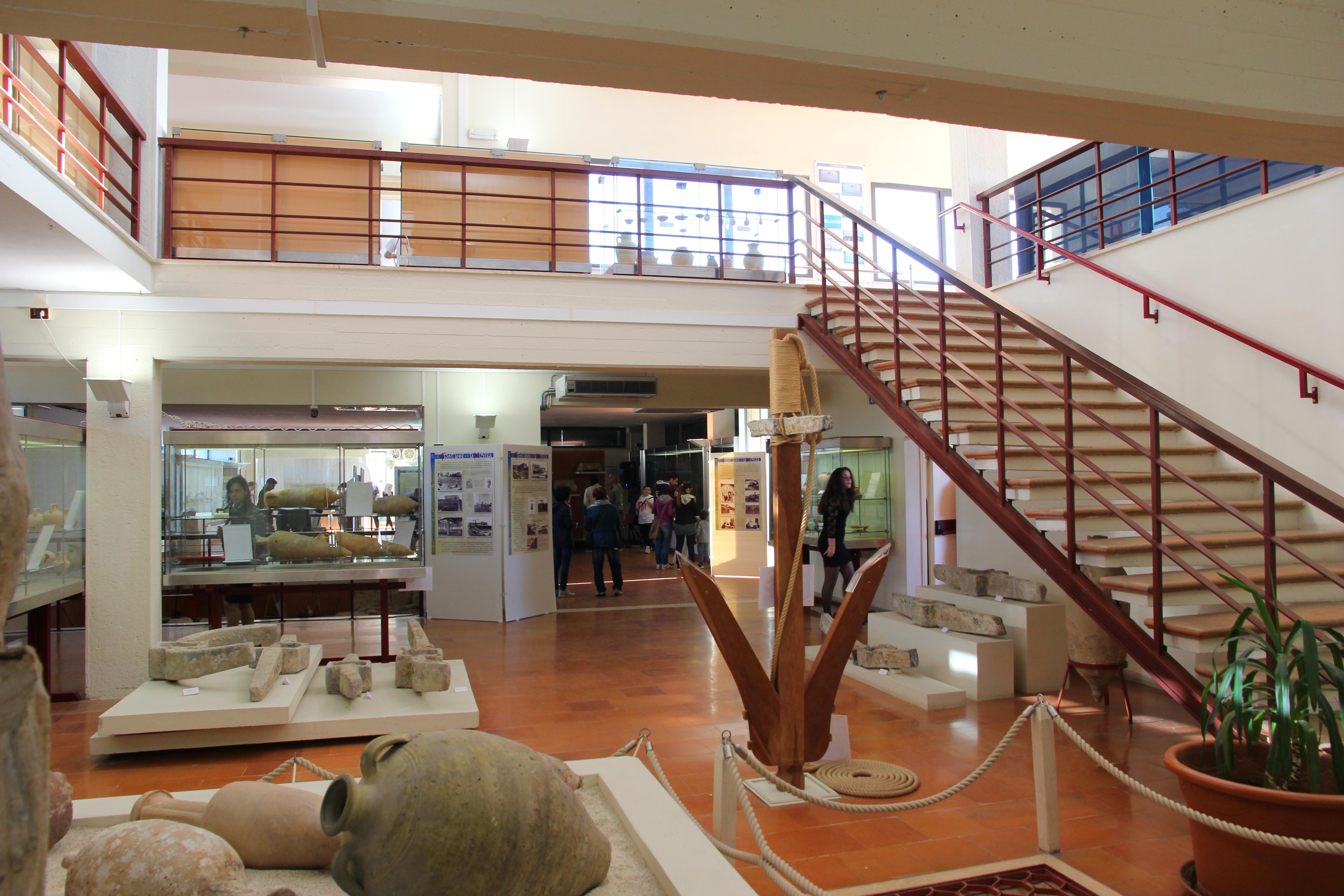
Antiquarium Turritano

#### Musei
- Antiquarium Turritano, museo archeologico nazionale[75] che conserva vestigia e suppellettili romane e medievali.
- Museo del porto, edificio storico che ospita una mostra di vela latina e reperti riguardanti la storia e la cultura del mare;
- Museo Andrea Parodi, mostra permanente situata all'interno del Palazzo del Marchese dedicata ad Andrea Parodi.

### Media

#### Stampa
- In città (In...città), periodico mensile di cronaca, cultura e sport attivo dal 1998[76][77];
- Il Corriere del Turritano, periodico bisettimanale che affronta principalmente i temi della cronaca, della politica, dello sport, dell'Asinara e dell'archeologia[77];
- La Voce Turritana, periodico che affronta i temi della politica, della cultura, dello sport cittadino e temi di carattere generale attivo dal 2004[77].

#### Radio
Radio del Golfo, fondata nel 1975 trasmette 24 ore su 24 via web e in FM in alcune zone della Sardegna.

### Teatro

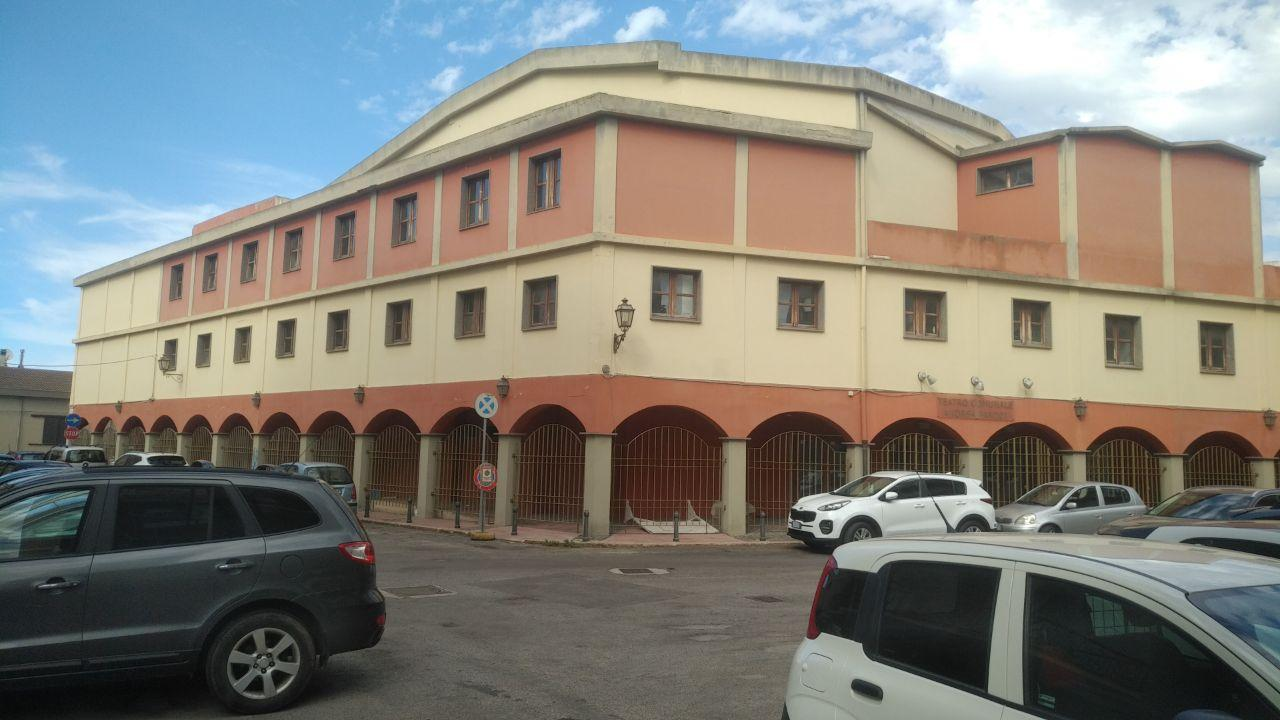
Il teatro dedicato ad Andrea Parodi

È sede del teatro comunale Andrea Parodi, con una capienza di 625 posti a sedere.

### Cinema
Il film del 2018 Nastro d'argento al migliore soggetto Ovunque proteggimi di Bonifacio Angius è parzialmente girato a Porto Torres.

### Musica
Porto Torres è sede del Coro polifonico turritano, un coro a voci miste di 30 elementi fondato nel 1959.

### Eventi
Alla fine del mese di agosto si svolge la manifestazione "Suoni & Sapori" che abbina la degustazione dei prodotti tipici sardi con concerti di vari artisti dell'isola. La Giornata dello sport, un open day che promuove lo sport per bambini, giovani e adulti, si svolge con cadenza annuale. Dal punto di vista musicale è presente Il "Festival Internazionale di Musiche Polifoniche Voci d'Europa” a cura del Coro polifonico turritano. La "Regata del pescatore" è un evento che rievoca uno spaccato della giornata tipica del pescatore degli inizi del secolo scorso: gli equipaggi in gara si sfidano in una gara di pesca utilizzando però esclusivamente strumentazioni e tecniche del passato, come vogare con pesanti remi di legno all'interno di un gozzo e trovare un punto di pesca senza ausilio del GPS.

## Geografia antropica

### Urbanistica
Il comune di Porto Torres è suddiviso in due parti: l'isola dell'Asinara e la città insulare.
- L'isola dell'Asinara: un territorio che ha una superficie pari a circa la metà della superficie territoriale comunale, si caratterizza per il patrimonio storico ed ambientale di assoluta rilevanza. Sebbene l'Asinara sia stata storicamente abitata prima dell'istituzione del carcere, nessuno risiede o può risiedere stabilmente all'interno del parco nazionale.

Per quanto riguarda il centro abitato, essa può essere suddivisa in 3 sezioni: la città continua, l'insediamento rur-urbano e l'area industriale.
- La città continua: si origina dal nucleo storico, ovvero quello della Colonia Iulia sorta nei pressi della costa poco distante dalla foce del Riu Mannu. Attualmente consiste in un agglomerato urbano formato da un reticolo viario che connette isolati a bassa densità abitativa. Il centro urbano attuale è attualmente formato da nove quartieri; i più periferici quelli del "Villaggio Satellite" e di "Serra li Pozzi".
- L'insediamento rur-urbano: nel gergo urbanistico "rururbano" definisce una zona abitata non ancora del tutto urbanizzata che rimane a metà fra il rurale e l'urbano. L'insediamento rur-urbano di Porto Torres è l'area che si sviluppa prevalentemente lungo la Carlo Felice contigua alla città continua e sulla maglia viaria che penetra lungo all'interno dell'area rurale vera e propria.
- L'area industriale: creata negli anni sessanta grazie agli incentivi rivolti al Mezzogiorno, si tratta di un'area di circa 23 km². Oltre che per il grosso impianto del petrochimico si caratterizza per le diverse aree adibite per le piccole e medie industrie di artigianato.

### Suddivisioni storiche
(Art. 2 delle Regie patenti del 12 aprile 1845 che stabiliscono la porzione di territorio assegnata al nascituro municipio)

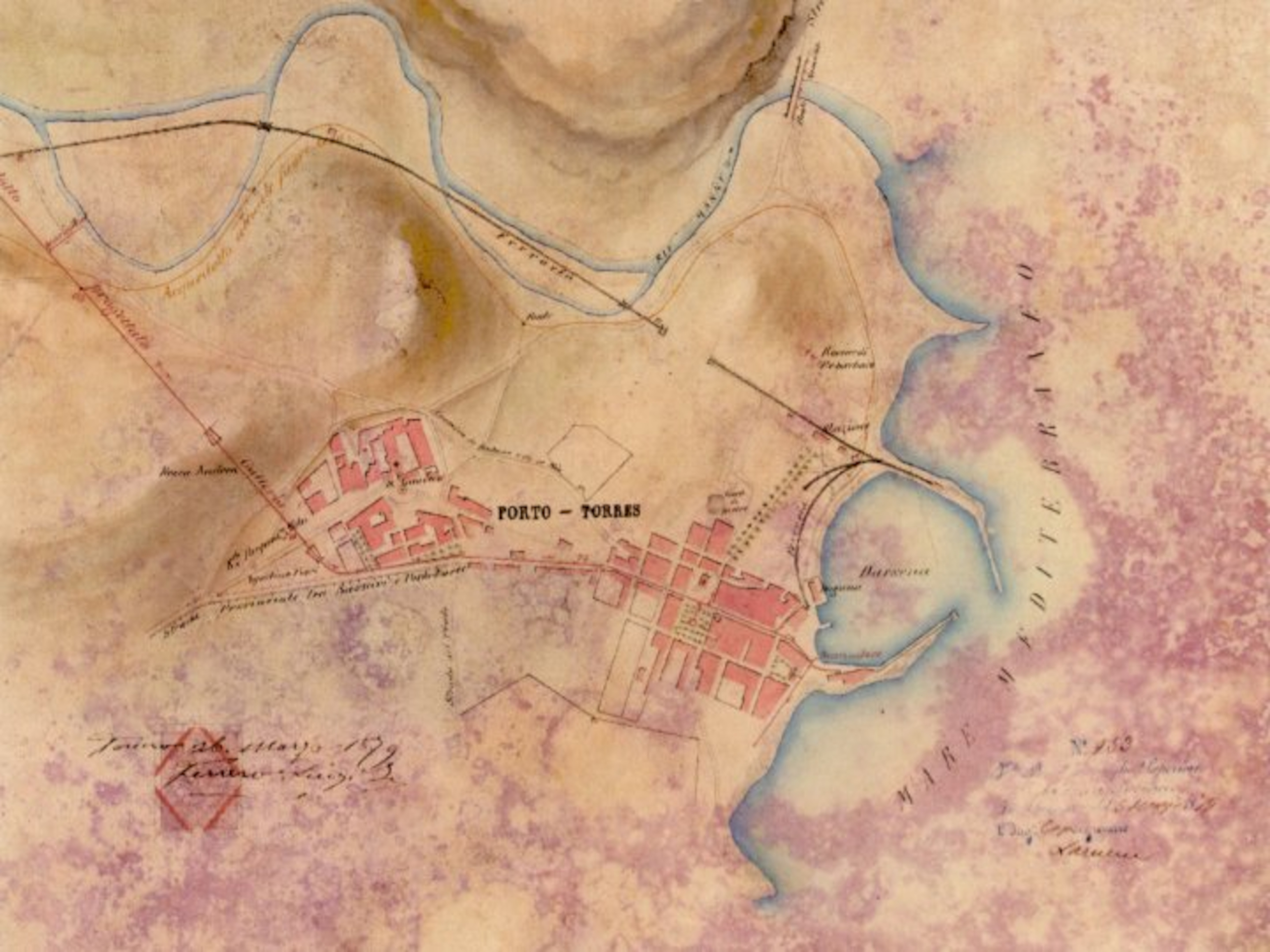
Porto Torres nel 1879 con i due quartieri storici ben suddivisi ma in fase di unificazione

Storicamente la zona moderna ha avuto due centri storici ben separati: quello sopra il colle di Monte Angellu attorno alla Basilica di San Gavino, dove viveva gente proveniente da Sorso, dalla Nurra e da zone limitrofe, e quello sulla costa nei pressi del Molo antico popolato invece da gente de La Maddalena, della Corsica della Capraia, da Napoli e da Genova che aveva come riferimento la Chiesa della Consolata. Sul colle di Monte Angellu abitavano i "Bainzini" , che vivevano di agricoltura ed allevamento, mentre sulla costa abitavano i "Portotorresi", che vivevano di pesca e commercio marittimo. La divisione fisica è stata per molto tempo anche sociale: entrambi gli schieramenti mal si sopportavano l'un l'altro e proprio per questo motivo vivevano in due centri urbani separati. Solo con la crescita demografica e la conseguente espansione urbanistica i due centri andarono ad unirsi dando vita ad un unico centro abitato nel 1884.

## Economia

### Turismo

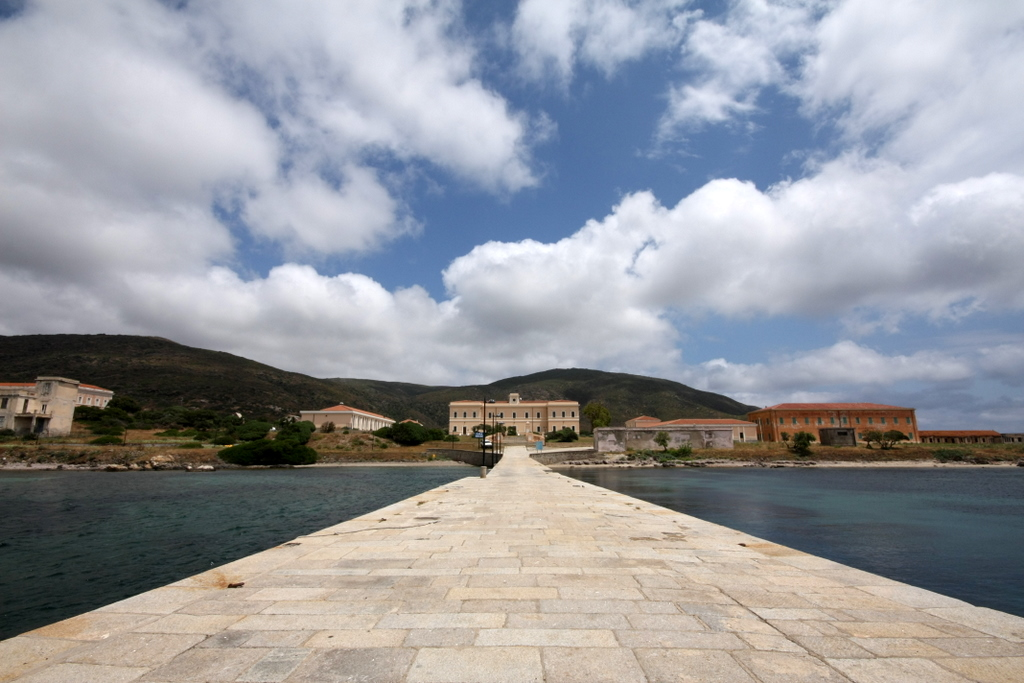
Il molo di Cala Reale all'Asinara

Il turismo dal 2008 ha subito una notevole crescita con un importante sviluppo di quello balneare e culturale. Di notevole importanza turistica è il porto che rimane uno scalo di rilevanza internazionale. Lo scalo turritano non accoglie navi da crociera, anche se dal 2018 sono stati avviati lavori di adeguamento per superare questa mancanza. Il porto principalmente è organizzato per lo scalo di navi passeggeri di linea, commerciali e pescherecci. Il porticciolo turistico ospita numerose barche da diporto.
Con il passare degli anni il turismo è stato costantemente incentivato con l'attivazione di info-points turistici e con l'organizzazione di eventi.

### Industria
Porto Torres ospita un'estesa zona industriale che ospita piccole e medie industrie. Anche se formalmente istituita nel 1954, le attività di tipo industriale esistevano già dai primi del Novecento. Fino agli anni ottanta la zona industriale di Porto Torres era motore economico di tutto il nord Sardegna. Dopo il crac della SIR però la sua importanza è andata col tempo a scemare toccando i suoi minimi storici nel 2010 al seguito della Grande recessione.
Dal 2009 molti impianti hanno visto apparire transenne ai propri cancelli. Nel 2010 fallì il petrolchimico dell'Eni, provocando un effetto domino con la chiusura della maggior parte delle aziende lasciando senza lavoro e in cassa integrazione numerosi lavoratori. Matrica, una divisione aziendale dell'Eni e della Novamont, nel 2012 ha avviato i lavori sulla costruzione di un polo sulla Chimica verde, già in agenda diversi mesi prima.

### Pesca
Persistono attività tradizionali di pesca, la quale ha avuto il suo massimo splendore nel secondo dopoguerra e una rapida discesa e stabilizzazione già nei primi anni Settanta (dovuto ai ritmi di pesca insostenibili e all'abuso della pesca a strascico). Sempre nei primi anni Settanta la pesca turritana rappresentava un terzo del pescato dell'intera Sardegna, caratterizzata dalla pescagione del pesce azzurro e da una flotta peschereccia di un certo volume e modernità. Dagli anni novanta in poi i cambi del mercato e i mancati investimenti ne causarono un drastico tracollo, trasformandola in un'attività economica di marginale importanza.

### Altro
L'agricoltura si pratica prevalentemente nelle zone interne del territorio comunale e consiste nella coltura di carciofi e cereali, ma non costituisce un'attività economica di importanza rilevante.

## Infrastrutture e trasporti

### Strade
Il comune è interessato dalla Strada statale 131 Carlo Felice, che attraversa tutta l'Isola fino a Cagliari, Strada Provinciale 81, Strada provinciale 42 dei Due Mari, Strada Provinciale 34, Strada Provinciale 25, Strada Provinciale 93.

### Ferrovie

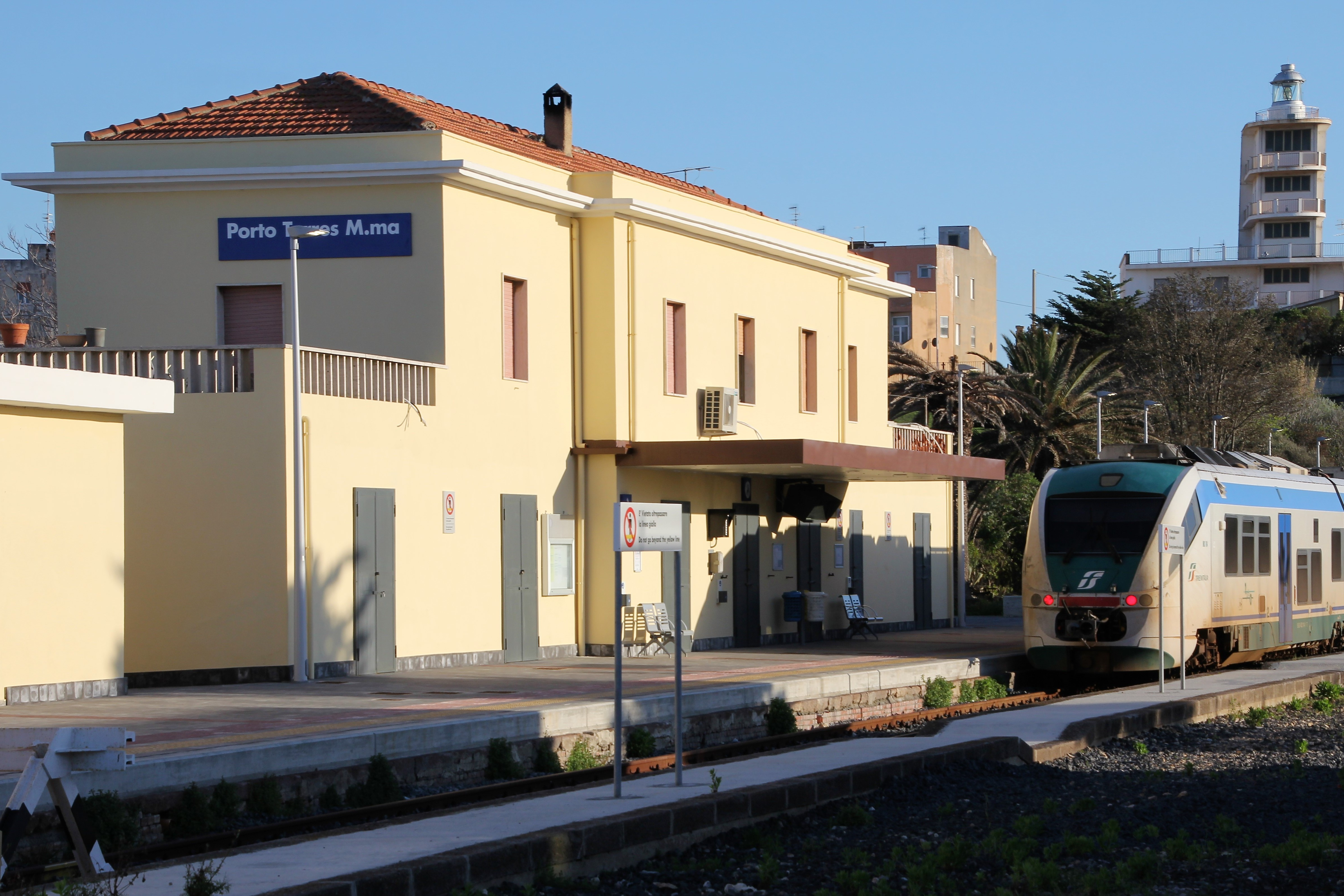
Porto Torres Marittima, la stazione storica di Porto Torres

Porto Torres ospita il capolinea della ferrovia Ozieri Chilivani-Porto Torres Marittima, linea ferroviaria che permette il collegamento del centro turritano con Sassari, Olbia, Chilivani (Ozieri), Cagliari e con le altre località attraversate dalla rete ferroviaria sarda del gruppo Ferrovie dello Stato.
Nel comune sono attive due stazioni, la stazione di Porto Torres, inaugurata nel 1991 in zona Fontana Vecchia, e la fermata capolinea di Porto Torres Marittima, l'originaria stazione ferroviaria turritana in via Ponte Romano attiva dal 1872 ai primi anni duemila e riaperta all'esercizio nel 2016.

### Porti
Porto Torres è sede dell'omonimo porto, una delle principali porte d'accesso alla Sardegna. Dagli l'inizi del XXI secolo in poi il porto ha visto un grandissimo sviluppo dal punto di vista commerciale e turistico. Il porto è collegato con Genova, Marsiglia, Propriano, Civitavecchia, Barcellona, Tolone, Porto Vecchio, Livorno e con l'isola dell'Asinara. Storicamente il porto è stato utilizzato durante la seconda guerra mondiale come collegamento fra l'Italia e le sue colonie. Durante l'epoca industriale si ebbero collegamenti meramente commerciali con i poli industriali dell'Arabia Saudita.

### Mobilità urbana
La mobilità urbana si compone di quattro linee ed è garantita dagli autoservizi offerti dalla società ATP Sassari, i trasporti interurbani vengono svolti con autoservizi di linea gestiti da ARST. Lungo tutto il lungomare è presente una pista ciclabile

## Amministrazione
Fino all'11 giugno 1842 Porto Torres era amministrativamente dipendente da Sassari, pertanto fino a quella data i governanti di Sassari sono da considerare anche governanti di Porto Torres. Le prime elezioni regolari avvennero nel 1849 nelle quali venne eletto come primo sindaco il già consigliere comunale Giovanni Battista Vistoso, che mantenne l'incarico fino al 1852. Come prima sede del comune venne utilizzato il Palazzo del marchese, ora adibito ad altre funzioni. Nel 1954 il sindaco di Sassari Oreste Pieroni propose di unire nuovamente i due comuni come in passato al fine di creare una città metropolitana. La proposta, che ebbe ampio risalto nei giornali locali dell'epoca, non andò mai in porto.
| Periodo         | Periodo          | Primo cittadino        | Partito | Carica  | Note                    |
| --------------- | ---------------- | ---------------------- | --- | ------- | ----------------------- |
| 20 luglio 1988  | 24 giugno 1990   | Rodolfo Cermelli       | Democrazia cristiana | Sindaco | [ 110 ] [ 111 ]         |
| 27 luglio 1990  | 28 giugno 1993   | Giacomo Rum            | Partito socialista italiano                                                                                                | Sindaco | [ 111 ] [ 112 ]         |
| 28 giugno 1993  | 12 maggio 1997   | Alfredo Dessì          | PRC, PDS e PSd'Az | Sindaco | [ 113 ]                 |
| 12 maggio 1997  | 28 maggio 2001   | Eugenio Cossu          | PRC, PDS e FdV | Sindaco | [ 114 ]                 |
| 28 maggio 2001  | 1 febbraio 2005  | Gilda Usai Cermelli    | FI, lista civica, AN, CCD, CDU,                                                                                            | Sindaco | [ 111 ] [ 115 ] [ 116 ] |
| 23 maggio 2005  | 15 giugno 2010   | Luciano Mura           | DS, PSd'Az, DL, SDI, PdCI, PRC                                                                                             | Sindaco | [ 117 ]                 |
| 15 giugno 2010  | 10 febbraio 2015 | Beniamino Luigi Scarpa | liste civiche "Città Democratica", "Partecipazione Democratica", "La Sinistra", "Nuova Porto Torres", "L'altra città", IdV | Sindaco | [ 111 ] [ 118 ] [ 119 ] |
| 18 giugno 2015  | 9 novembre 2020  | Sean Christian Wheeler | Movimento 5 Stelle | Sindaco | [ 120 ]                 |
| 9 novembre 2020 | in carica        | Massimo Mulas          | Lista civica "Progetto Turritano", PD, Italia in Comune                                                                    | Sindaco | [ 121 ]                 |

### Gemellaggi
- Camposano, dal 2016[122][123]

### Altre informazioni amministrative
Il comune di Porto Torres appartiene all'unione di comuni della rete metropolitana del nord Sardegna ed al C.I.P. - Consorzio industriale provinciale di Sassari.

## Sport
Tennis
Dal 2001 al 2011 al Tennis Club Porto Torres è stato disputato un torneo internazionale. Nel 2011 c'è stato il Porto Torres Open 2011, una competizione tennistica a livello internazionale.
Calcio
La squadra di calcio principale, l'A.C. Porto Torres, milita nella stagione 2019-2020 nel campionato di Promozione e disputa le partite casalinghe nello stadio comunale situato nella cittadella dello sport. La compagine ha come migliori risultati la partecipazione ad alcuni campionati di Serie D.
Basket
Il GSD Porto Torres milita nella massima serie del campionato di basket in carrozzina. Il CMB Porto Torres  milita nel campionato di serie C regionale e disputa le partite presso il Palasport "Alberto Mura". La Silver Basket Porto Torres ha giocato in serie B d'Eccellenza fino all'uscita dal professionismo giocando poi nel settore giovanile maschile.
Il Balai Basket, femminile, gioca al Palazzetto della Felicioli.
Arti marziali e sport da combattimento
Nel territorio urbano sono presenti diverse ASD di arti marziali e sport da combattimento(principalmente Karate shotokan, MMA, Boxe, jujitsu e krav-maga ).
Atletica leggera
È presente una pista di atletica leggera nella quale si allena l'associazione locale affiliata alla FIDAL.
La società sportiva principale è l'Atletica leggera Porto Torres.
Equitazione
Il Centro Ippico equitazione Porto Torres svolge le proprie attività nel maneggio situato ai piedi del ponte romano, sulle sponde del Riu Mannu. L'associazione organizza eventi sia per conto proprio sia patrocinati dall'amministrazione cittadina.

### Impianti sportivi
Cittadella dello sport

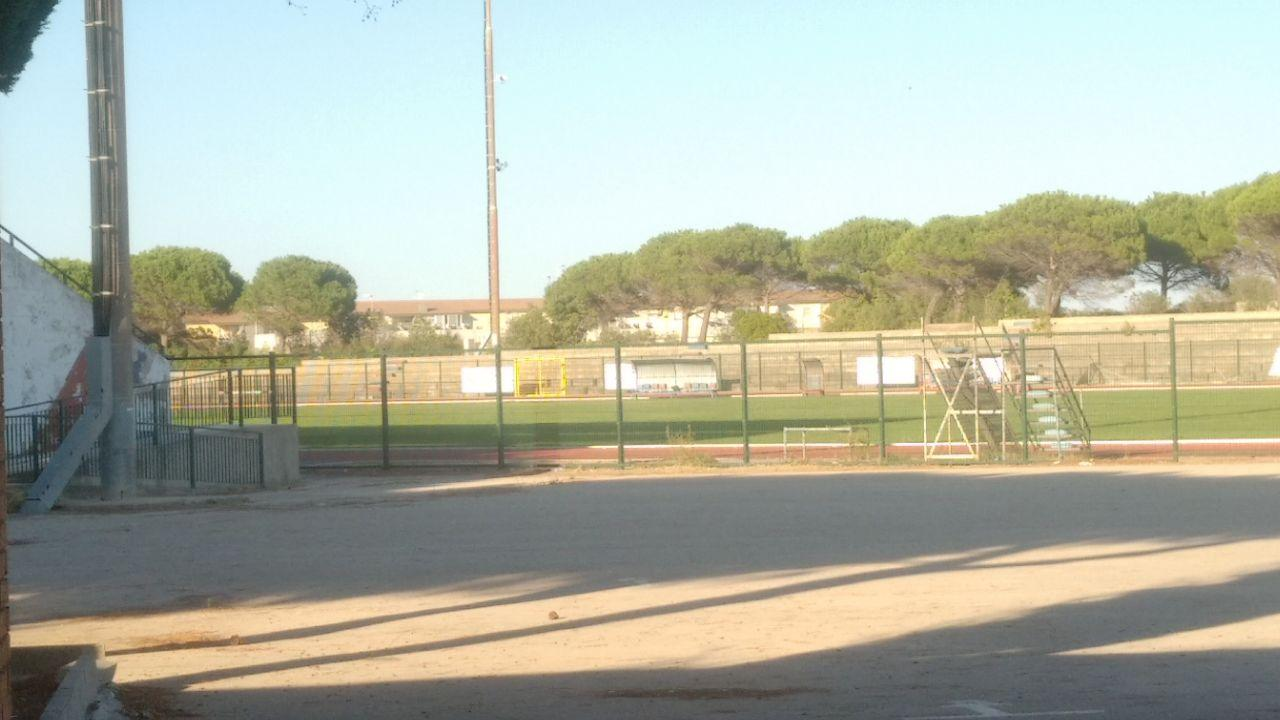
Cittadella dello sport Porto Torres

È un complesso di circa 67000 m² che comprende un impianto sportivo polivalente con una tribuna da 3 000 posti, campi da tennis e varie installazioni minori.
Palasport "Alberto Mura"
È una struttura da 1 600 posti, creata negli anni ottanta, abilitata allo sport con disabilità.
Campo comunale "Angelo Occone"
Si tratta di un campo di calcio di 100 x 60 metri in terra battuta munito di spogliatoi, bagni e con una tribuna da 600 posti.
Pista ciclabile
Lungo tutto il lungomare è presente una pista ciclabile ideata non tanto per facilitare la mobilità urbana quanto più per uso sportivo. La pista ciclabile viene utilizzata per svolgere attività sportive e manifestazioni riguardanti la mobilità alternativa.
Pineta di La Farrizza
Zona verde a uso prettamente sportivo che si estende per circa due chilometri composta principalmente da pini marittimi ed è completamente artificiale.